# 미친 한 페이지
『미친 한 페이지』(狂つた一頁、くるったいちぺいじ, A Page of Madness)는 1926년(다이쇼 15년) 9월에 공개된 일본의 무성 영화이다. 감독은 기누가사 데이노스케, 주연은 이노우에 마사오(井上正夫). 기누가사가 요코미쓰 리이치나 가와바타 야스나리 등의 신감각파의 문학와 결성한 신감각파영화연맹(新感覚派映画聯盟)의 제1회 작품으로, 일본 첫 본격적인 전위 영화(아방가르드 영화)이다.. 정신병원을 무대로, 과거의 심적외상으로 정신병을 앓아 입원한 아내를 지키기 위해, 그 병원에서 용인으로 일하는 노인을 주인공으로 하는 가정 비극의 이야기가, 과거와 현재, 환상과 현실, 광기와 제정신을 교착시키면서 전개된다.
이야기는 마쓰자와 병원을 견학한 기누가사의 제안에 의한 것으로, 가와바타, 기누가사 이누즈카 미노루(犬塚稔), 사와다 반코(沢田晩紅)의 4명의 공동으로 각본이 작성돼, 촬영 종료 후에 가와바타 명의로 시나리오가 잡지에 발표됐다. 기누가사가 프로듀서를 겸임한 자주 제작 영화로 만들어져, 촬영은 1926년(다이쇼 15년) 5월에 쇼치쿠 시모가모 촬영소(松竹下加茂撮影所)를 빌려 행해졌다. 같은 해 9월에 신주쿠의 무사시노관(武蔵野館) 등의 서양 영화 전용관에서 개봉돼, 영화 평론가나 지식인에게서 높은 평가를 받았으나, 흥행적으로는 실패했다. 신감각파영화연맹은 본작만을 남기고 해산했으나, 본작은 그 뒤의 요코미쓰나 가와바타의 몇 개의 작품 묘사나 문체에 영향을 준 면도 있었다.
1920년대의 유럽의 전위 영화 운동의 조류라고 불리는 작품으로, 『칼리가리 박사의 밀실』(1920년) 등의 독일 표현주의 영화나, 프랑스 인상주의 영화에서 강한 영향을 받았다. 빛과 그림자의 대비를 강조한 표현주의적인 조명, 짧은 숏을 리드미컬하게 이은 수법의 플래시, 플래시백, 오버랩, 클로즈업, 다중 노출 등의 영화적 기법이 구사돼, 순수한 영상만으로의 표현이 추구되고 있다. 영상의 순수성을 노린 요리미쓰의 제안에 따라, 무성 영화이면서 전편이 무자막으로 됐으나, 실제의 상영에는 변사의 설명이 함께 되었기에, 영상의 순수성을 유지하는 것은 되지 않고, 그 점은 공개 당시에 지식인에게서 비판당했다.
공개 후, 본작은 오래간 유실 영화로 생각돼왔으나, 1971년(쇼와 46년) 정월에 기누가사의 자택의 창고에서 우연히 필름이 발견됐다. 기누가사는 스스로 이것을 재편집하고, 새롭게 반주 음악을 넣은 「뉴 사운드판」을 제작하고, 1975년(쇼와 50년) 10월에 이와나미 홀(岩波ホール)에서 일반 공개됐다. 필름의 발견 이후, 프랑스나 영국, 미국 등의 서양 각국에서도 상영됐고, 국제적으로도 높은 평가를 받고 있다. 오늘날까지 많은 연화사 연구자에 의해, 세계 영화사의 기념비적 작품으로 인정돼, 여러 나라들의 영화계에서 잘 알려진 작품이다.

## 스토리
참조: 
심야의 정신병원. 밖에서는 격하게 비가 내리는 중에, 여성 환자인 무희는 무언가에 홀린 듯이 계속 춤을 춘다. 이 병원에서 용인으로 일하는 노인은 쇠창살이 있는 병실의 앞에 서서, 한 명의 미친 여성을 바라보고 있다. 이 여성은 용인의 아내이나, 광기로 인해 남편을 식별하지 못한다. 용인은 본래 선원으로, 긴 항해 생활로 가정을 돌아보고, 그로 인해 아내는 고독에 괴로워하며, 어린 아이들과 투신 자살을 계획했지만, 아이들만 죽이고 살아남아 발광하고, 이 병원으로 수용됐다. 노인은 자책에 싸여 아내를 지키기 위해 이 병원에서 일하고 있는 것이나, 병원의 사람들은 전원, 그가 환자의 남편이라는 것을 알고 있지 않다.
다음날 아침, 부부의 딸이 혼담을 알리기 위해 병원을 방문하나, 그곳에서 자신의 아버지가 병원에서 일하고 있는 것을 알게 되고, 경악과 분노를 느낀다. 딸은 병실로 향하지만, 아무 반응도 없는 어머니에게 실망하고, 어머니를 미치게 한 아버지를 용서할 기분도 들지 않고 병원을 떠난다. 병원에서는 아침 진찰이 행해졌고, 용인은 아내를 진찰하는 의사에게 그녀의 상태를 묻지만, 상대해주지 않는다. 한편, 딸은 병원으로 돌아와, 문지기 소년에게 용인에 대해서 묻는다. 용인은 딸과 재회하고, 과거의 행동에 대해서 용서를 구하고, 결혼에 대해서 묻는다. 아침 산책을 허락받은 아내는, 잔디밭을 걸으면서 조용히 하늘을 바라보고, 용인과 딸은 살짝 떨어진 곳에서 아내의 모습을 지켜보는데, 갑자기 환자 한 명이 딸을 덮치려하자, 딸은 달려서 병원을 빠져나온다.
이후, 병원에서는 무희가 다시 춤을 추기 시작하고, 그것을 본 다른 환자들이 흥분해서 소란을 피우자, 간수나 간호사들이 환자들을 데리고 돌아오려고 한다. 그러는 중에 한 명의 미치광이가 용인의 아내를 잘못 때려, 격분한 용인과 싸움을 벌이고, 용인은 의사에게 질책당한다. 낮에 선잠을 자던 용인은, 거리의 제비뽑기에서 일등상인 장롱을 뽑아, 딸의 혼례의 축하 선물이 생겼다고 기뻐하며, 딸이 기쁜 듯이 아버지에게 달려오는 환상을 본다. 점심 시간 뒤에, 딸은 아버지를 방문해, 결혼 이야기는 어머니가 미치광이라는 것이 판명나 허물어지고 있다고 하였고, 용인은 결혼을 단념하듯이 타이르자, 딸은 반항적인 태도로 나가버린다.
그날 밤, 용인은 아내를 병원에서 탈출시키려 하고, 남의 눈을 피해서 아내를 병실에서 데리고 나오나, 아내는 어둠을 무서워해 병실로 돌아가버린다. 용인은 간수의 발소리를 듣고 방으로 도망가지만, 그때 문의 열쇠를 떨어뜨려버린다. 그 뒤, 용인은 다시 아내를 데리고 나오려 하는 환상을 본다. 그 환상에서는, 용인이 원장이나 미치광이들을 죽이고, 그곳으로 신부 의상을 입은 딸과 신랑 같은 미치광이가 탄 자동차가 달려오며, 아내가 차 앞을 가로막자, 딸은 남편에게 어머니의 모습을 보이지 않으려 애쓰고, 더욱이 죽였을 터인 원장들이 영구차에 올라타는, 악몽과도 같은 상황이 펼쳐진다. 이어서 용인은, 미치광이나 아내의 얼굴에 차례차례 '웃음의 가면'(노멘 등)을 씌우고, 자신에게도 가면을 씌우는 환상을 본다. 다음날 아침, 아내는 편히 자고 있고, 무희도 여느 때처럼 춤추고 있다. 열쇠를 잃어버린 용인은 아내의 얼굴을 보러 갈 수 없게 되고, 여느 때처럼 묵묵히 복도를 청소한다.

## 출연
특별히 기술이 없는 한은 본편(뉴 사운드판)의 크레딧에 기반한다.
- 용인: 이노우에 마사오(井上正夫)
- 아내: 나카가와 요시에(中川芳江)
- 딸: 이지마 아야코(飯島綾子)
- 청년: 네모토 히로시(根本弘)
- 의사: 세키 미사오(関操)
- 미치광이 A: 다카세 미노루(高勢実)
- 미치광이 B: 다카마쓰 교스케(高松恭助)
- 미치광이 C: 쓰보이 데쓰(坪井哲)
- 무희: 미나미 에이코
- 문지기의 아들: 다키구치 신타로(滝口新太郎)(논크레딧)[20]

## 제작진
- 감독·제작: 기누가사 데이노스케[17]
- 원작: 가와바타 야스나리[19]
- 각본: 가와바타 야스나리, 기누가사 데이노스케, 이누즈카 미노루(犬塚稔), 사와다 반코(沢田晩紅)[21][주 1]
- 촬영: 스기야마 고헤이(杉山公平)[19]
- 현상 주임: 아베 시게마사(阿部茂正)[19]
- 무대 장치: 하야시 가사쿠(林華作), 오자키 지요(尾崎千葉)[19]
- 배광: 우치다 마사오(内田昌夫)[19]
- 촬영 보조: 쓰부라야 에이이치[19]
- 감독 보조: 고이시 에이이치(小石栄一), 오스기 마사미(大杉正巳)[19]
- 타이틀: 다케다 기요시(武田清)[19]
- 음악: 무라오카 미노루(村岡実), 구라시마 도루(倉嶋暢)(뉴 사운드판)[17]

## 제작

### 신감각파영화연맹의 결성

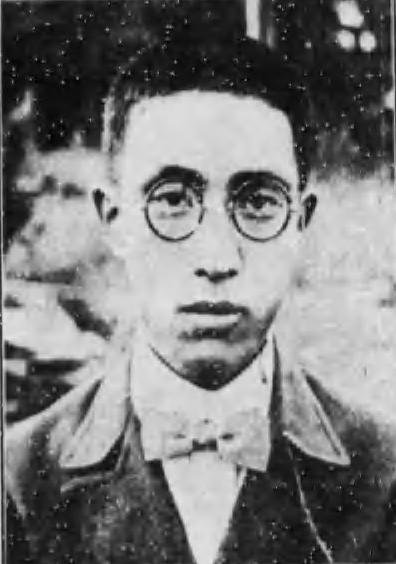
기누가사 데이노스케(1923년)

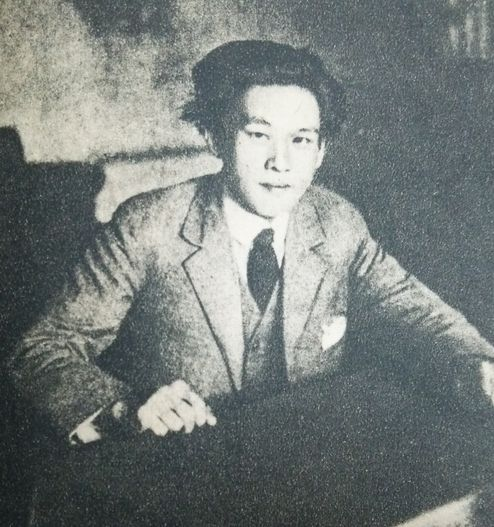
요코미쓰 리이치(1928년)

1925년(다이쇼 14년) 10월, 마키노 프로덕션(マキノ・プロダクション)에 소속돼있던 기누가사 데이노스케는, 나오키 산주고(直木三十五)의 연합영화예술가협회(聯合映画芸術家協会) 제작 하에, 야심적 작품 『태양(日輪)』(히미코를 제재로 한 요코미쓰 리이치의 소설 『태양』 원작)을 감독하고, 이것을 계기로 요코미쓰와 친하게 됐다. 그러나, 『태양』은 우익단체에게서 항의를 받고, 마키노 쇼조(牧野省三)의 판단으로 상영 중지로 되고, 기누가사가 마키노 프로덕션을 떠나는 원인이 되었다. 당시의 일본 영화계에서는 영화 감독이 자주 독립해서 영화를 만드는 일은 드물었지만, 기누가사는 만 30세를 맞이한 다음 해 1926년(다이쇼 15년에 '아무에게도 간섭을 받지 않고 자유롭게 마음대로 영화를 만들어보고 싶다.'고 생각하였고, 또 배우 시대에 쌓여있던 돈이 영화 1편 짜리의 제작 자금으로 되어있던 적도 있어, 마키노 프로덕션에서 나와서 독립했다.
기누가사는 먼저, 영화 제작에 필요한 카메라를 손에 넣기 위해, 지인인 독일인 청년 앨든버그에게 부탁해, 4000엔 정도의 영화 촬영기의 파르보 K형를 상하이까지 사러 가게 했다. 파르보 K형은 4 개의 렌즈가 붙어있고, 400 피트의 필름을 장전 가능한 카메라로, 본작의 촬영에서도 사용됐다. 더욱이 교토시의 자택에 현상소를 설치하고, 촬영소로 자택 근처의 차나무 밭의 공터를 빌렸다. 기누가사가 처음 구상한 작품은 서커스를 무대로 한 노인의 이야기로, 순회 흥행 서커스의 좌석을 한 개월 전세 내, 차나무 밭의 공터에 서커스단의 천막을 펼치고, 그것을 촬영소 대신으로 촬영한다는 계획을 세웠다.
1926년(다이쇼 15년) 3월, 기누가사는 새 영화 제작의 상담을 하기 위해, 아내의 간병을 위해서 하야마에서 머물러있던 요코미쓰에게 방문했다. 기누가사는 이전부터 신감각파의 작가인 요코미쓰의 실험적인 소설에 관심을 드러내고, 예술적 공감을 가지고 있었다. 요코미쓰는 기누가사의 계획에 적극적으로 응하고, 『분게이지다이(文藝時代)』동호인인 가와바타 야스나리, 가타오카 뎃페이(片岡鉄兵), 기시다 구니오(岸田國士)나, 이케타니 신자부로(池谷信三郎) 등에게 말을 걸어보는 것으로 했다. 가와바타는 당시, 『분게이지다이』의 합평회에 출석하기 위해, 체재지인 이즈에서 상경했으나, 4월 2일에 요코미쓰에게서 '영화의 일로 부디 이야기하고 싶으니 얼른 와라'는 전보를 받아, 다음날 3일에 하야마의 요코미쓰에게 방문하자, 마침 그 자리에 있던 기누가사에게서 「영리를 도외시해 좋은 예술 영화를 제작하려는 계획」을 들었다. 가와바타도 계획에 참여하고자 하였고, 가타오카 등을 동료로 넣기 위해, 세 명이서 도쿄로 나와 가타오카의 하숙을 방문했으나 부재중이어서, 어쩔 수 없이 호텔에서 묵는 것으로 되었다.
4월 10일, 세 명은 도쿄 스테이션 호텔(東京ステーションホテル)에서 가타오카나 기시다와 상담을 진행하게 되었다. 이렇게 해서 기누가사와 신감각파 작가인 요코미쓰, 가와바타, 가타오카, 기시다를 구성원으로 하는 영화 제작소인 「신감각파영화연맹(新感覚派映画聯盟)」이 세워지고, 이 영화의 계획을 위해 공동으로 안을 짜는 것으로 되었다. 신감각파영화연맹이라는 명칭은, 도쿄 스테이션 호텔에서의 회합을 알아낸 『호치 신문(報知新聞)』의 예능 기자인 나카시로 후지오(中代富士夫)가, 4월 11일의 신문에 그것을 알린 때에 멋대로 명명한 것이다. 가와바타는 4월 말 시점에, 자신들로는 아직 명칭을 정한 것은 아니고, 오히려 외에 좋은 명칭이 생각나지 않았기에, 그저 편의적으로 신감각파영화연맹이라는 명칭을 사용하고 있던 것일 뿐이라고 밝혔고, '제작의 일이 시작할 때까지 외의 좋은 명칭이 찾아지면, 물론 신감각파 운운 등이라 하는 어려운 명칭은 사용하지 않을 생각이다'라고 서술했다. 그 후, 신감각파영화연맹이라는 명칭이 독보적이었기에, 어느샌가 정식 제작소명으로 채용됐다.

### 시나리오

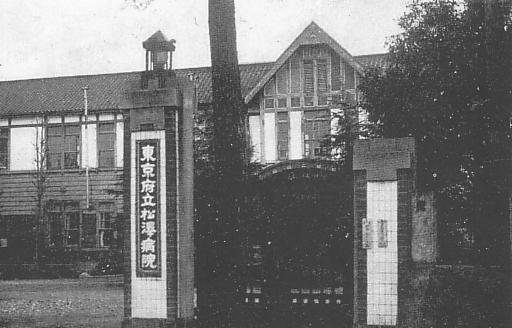
기누가사가 견학한 정신병원인 마쓰자와 병원(1933년).

처음으로 기누가사가 구상하고 있던 서커스와 노인의 이야기는, 요코미쓰나 가와바타 등과 첫 회합을 하는 중에 미뤄지고, 대신 손이 비어있던 기사다 구니오가 『태엽의 장난(ゼンマイの戯れ)』이라는 시나리오를 2일 정도 집필했다. 이 시나리오는 특허 마니아의 정년 전 샐러리맨을 주인공으로 한, 프랑스 풍 풍자가 들어간 소희극이었으나, 영화로는 맞지 않다는 이유로 채택하지 않기로 됐다. 거기서 기누가사와 가와바타 등은 신바시의 가라스모리(烏森)에 있는 여관에서 묵으면서 안을 짰으나, 그다지 좋은 안은 나오지 않았다.
그런 어느 날, 기누가사는 요코미쓰 집을 방문하려고 역에서 내렸을 때 본, 정신병에 걸려있다는 어느 고귀한 사람의 일행에 기묘한 인상을 받은 것이 계기로, 문득 아시와라 장군(蘆原将軍、葦原金次郎)이 입원하고 있던 도쿄의 정신병원인 마쓰자와 병원을 견학하러 갔다. 기누가사는 환자의 실태를 보고 이야기의 힌트가 떠올라, 그 밤에 요코미쓰와 가와바타에게 상담을 하고, 정신병원이 무대인 이야기가 안으로 결정됐다. 시나리오의 집필에는, 요코미쓰는 아내의 간병으로 참가하지 못 했고, 가타오카도 슬럼프로 쓰지 못 했으며, 결국 비어있던 가와바타가 담당하는 것으로 되고, 4월 중순부터 29일까지 모리가사키의(森ヶ崎)의 료칸·다이킨(大金)에 묵으면서 집필했다. 기누가사도 이때 가와바타와 집필할 예정이었으나, 바빠서 손이 없었다고 한다.
그러나, 시나리오의 제1고는, 촬영이 시작할 즈음에 되어서도 완성되지 않았다. 4월 29일에 가와바타는 도쿄에서 기누가사에게 집필 도중의 시나리오를 넘기고, 5월의 크랭크 인(촬영 개시) 후에 늦어져서 촬영 현장을 방문했고, '저 도쿄에서 기누가사 씨에게 도중에 그만 둔 시나리오를 넘긴 채로 되면, 촬영이 시작하기 전에 교토로 와있지 않으면 안 되고, 그것을 열흘 가까이나 질질 끄는 무책임에, 크게 혼날 각오도, 기누가사 씨가 사양하셔도, 어떻게 하고 있었습니까 정도도 좋습니다.'라고 서술다. 각본이 미완성인 것은, '각본을 진짜로 완성하는 것은, 영화가 완성되고 난 후이다.'라고 생각하는 기누가사에게 있어서 문제가 아니었다. 기누가사는 완성 도중의 시나리오를 받은 후에, 마키노 시대부터 팀으로 하고 있던 각본가의 사와다 반코(沢田晩紅)에게, 그것을 기반으로 한 촬영 대본을 집필시켰다. 실제 촬영에서는, 촬영 대본과 그것을 보완하는 촬영 메모가 사용됐으나, 촬영 중에도 기누가사, 가와바타, 사와다에 이누즈카 미노루(犬塚稔)를 더한 네 명이서 촬영 대본의 협의가 행해지고, 집필 작업이 이어졌다.
촬영 종료 후, 가와바타가 촬영 대본과 메모를 기반으로, 가필이나 수정을 한 시나리오를 정리해, 7월 1일에 간행한 『에이가지다이(映画時代)』 창간호에 가와바타의 이름으로 게재했다. 단 문말에는 '(이 시나리오는, 기누가사, 이누즈카, 사와다 등 여러 사람에게 힘입은 바가 많고, 덧붙여서, 감사의 뜻을 표합니다.)'라고 기록돼있다. 이러한 경위에서, 공표된 시나리오는 촬영에서 사용된 것은 아니고, 사후적으로 정리된 텍스트라고 할 수 있다. 또, 가와바타 명의이지만, 만들어지기에는 복수의 인물의 손을 거쳤기에, 가와바타만을 작자로 볼 수는 없고, 네 명의 합작에 의한 것이라고 할 수 있다. 단, 딸의 아버지가 '용인'이라는 설정은, 가와바타의 전 연인인 이토 하쓰요(伊藤初代)의 경우와 같기에, 이는 가와바타의 발안으로 보는 것이 자연스럽다고 고야노는 서술다. 이 시나리오는 그 뒤, 1958년(쇼와 33년)에 간행한 『키네마 순보 별책 일본 영화 대표 시나리오 전집 2(キネマ旬報別冊 日本映画代表シナリオ全集2)』와 1965년에 간행한 『키네마 순보 별책 일본 영화 시나리오 고전 전집 제1권(キネマ旬報別冊 日本映画シナリオ古典全集 第1巻)』(키네마 준포샤(キネマ旬報社)), 1975년(쇼와 50년) 10월의 뉴 사운드판 공개 때의 이와나미 홀의 팜플렛에 게재됐다. 『가와바타 야스나리 전집(川端康成全集)』에서는, 1959년(쇼와 34년)에 간행한 신초샤판 열두 권의 제1권(11월 30일간)에 처음 수록돼, 그 후 1969년(쇼와 44년)에 간행한 신초샤판 열아홉 권의 제1권(5월 25일간), 1980년(쇼와 55년)에 간행한 신초샤판 서른일곱 권의 제2권(10월 20일간)에도 재록됐다.

### 제작진과 출연진

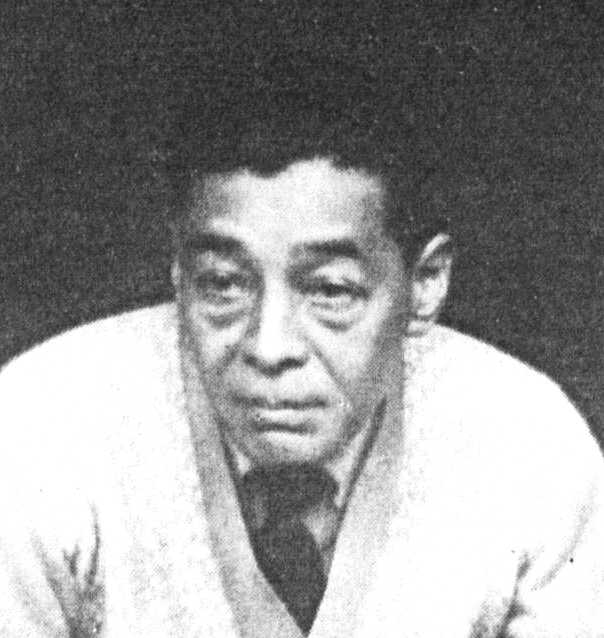
주연인 이노우에 마사오(井上正夫)(1928년)

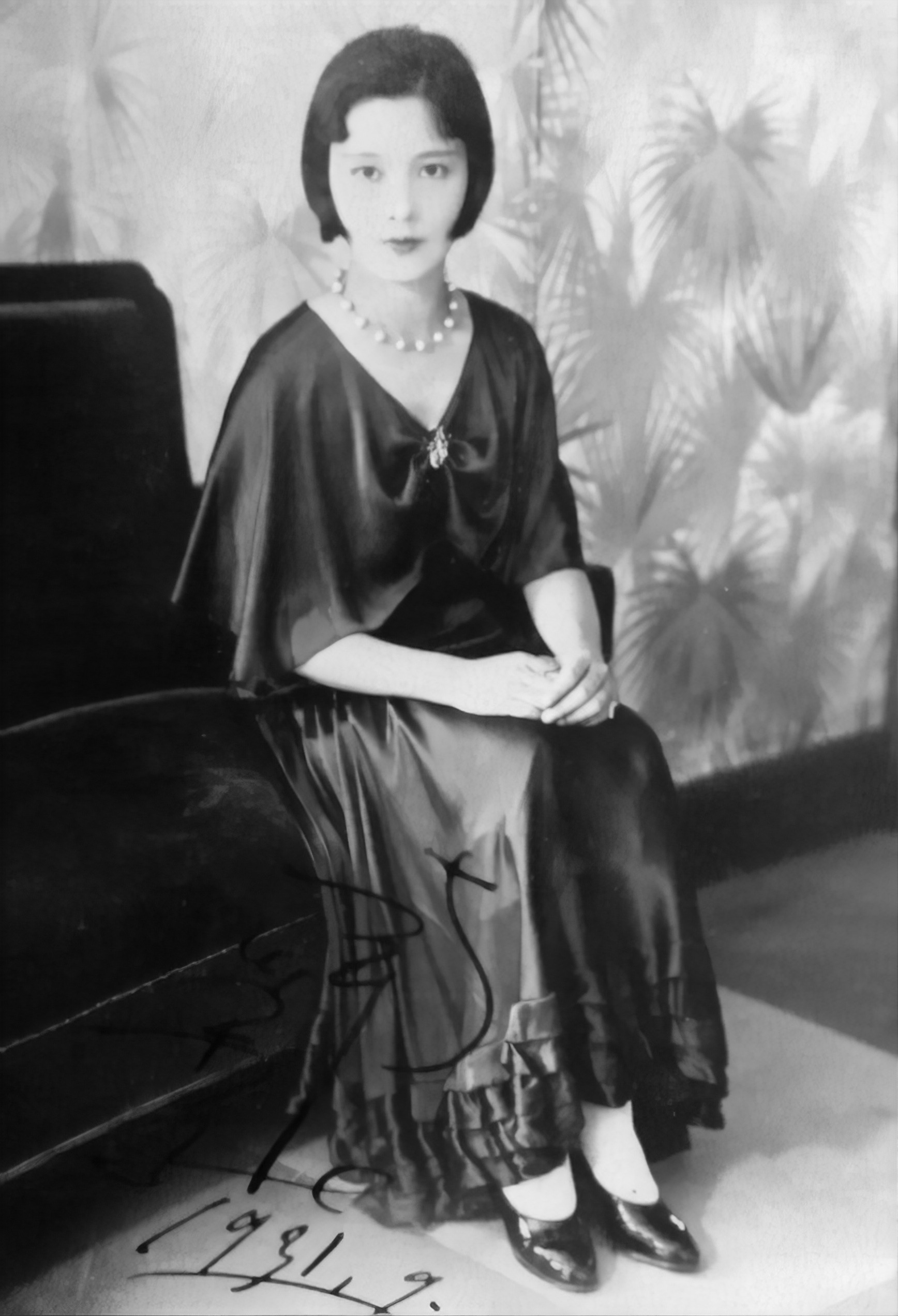
무희 역의 미나미 에이코(1931년)

본작의 제작을 위해 집결한 제작진은, '뭔가 새로운 영화를 만들어 보고 싶다.'라는 강한 생각을 품은 20대의 청년뿐이었다. 촬영 감독은 스기야마 고헤이(杉山公平)가 담당하고, 그 후에도 기누가사와 스기야마는 많은 작품에서 콤비를 짰다. 후에 특촬물 감독으로 알려지는 쓰부라야 에이지(당시는 쓰부라야 에이이치(円谷英一))는 당시 오가사와라 프로덕션(小笠原プロダクション)에서 현상 기사를 하고 있었으나, 지인이었던 스기야마의 권유로 신감각파영화연맹에 추가돼, 스기야마의 촬영 조수를 맡았다.
주연의 용인 역에는, 미리 기누가사가 생각하고 있던 무대 배우인 이노우에 마사오(井上正夫)에게 의뢰했다. 이노우에는 이전에 기누가사와 무대를 함께 한 적이 있는 구면 사이로, 당시는 일본 연극계의 최고봉 배우 중 한 명으로 알려져있었다. 이노우에는 채산을 따지지 않고 예술적인 영화를 만든다는 기누가사의 계획에 재밌어하고, 5월의 혼고자(本郷座, 도쿄도 분쿄구에 있던 극장) 공연을 쉬면서까지 무상으로 출연을 승낙했다. 더욱이 이노우에는 노역을 연기하기 위해, 스스로 이마의 털을 뽑아 두발을 엷게 했다. 가와바타는 이노우에의 이 모습을 보고, '도쿄에서 만나니 맨얼굴의 옛 모습이 없어졌을 정도로 되었다.'라고 서술했다. 이노우에는 자신의 일좌의 아역 배우인 다키구치 신타로(滝口新太郎)와 애견을 데리고 와 촬영에 참가시키고, 다키구치는 문지기의 아들 역으로 개와 함께 출연했다.
외의 출연자로는, 기누가사의 닛카쓰 무코지마 촬영소(日活向島撮影所) 시대의 동료로, 후에 희극 배우로 알려지는 다카세 미노루(高勢実乗, 당시는 高勢実)가 미치광이를 연기하고, 파르보 K를 구입하기 위해 상하이까지 향한 기누가사의 지인인 독일인 앨든버그가 정신병원의 외국인 의사 역으로 출연했다. 가와바타의 제안으로 덧붙여진 무희 역은, 초반에는 스다 에미코(須田笑子)를 예정으로 하고 있었으나, 다카다 마사오(高田雅夫)의 무도 공연에 출연하는 것으로 되어 사정이 안 맞자, 대신 15세 코러스 걸이었던 미나미 에이코가 연기했다. 미나미는 본작으로 무도가로 데뷔하고, 그 후는 무도 연구소를 주재해 여러 창작 댄스를 만들고, 신흥 무도계의 각광 받는 인물로 알려졌다.

### 촬영
촬영 장소에 대해서는, 스토리의 변경으로 당초 예정돼있던 차나무 밭의 공터에서의 촬영은 할 수 없게 되었으나, 쇼치쿠 중역인 시라이 신타로(白井信太郎)에게서 이누즈카를 통해, 교토의 쇼치쿠 시모가모 촬영소(松竹下加茂撮影所)를 사용할 수 있는 허가를 얻었다. 기누가사의 자서전에 의하면, 신감각파영화연맹의 신문 기사를 읽은 시라이가, 이누즈카를 사자로 세워, 시모가모 촬영소를 사용하면 어떠냐고 말했다고 한다. 반면, 이누즈카의 회상에 의하면, 기누가사 쪽에서 이누즈카에게 시모가모 촬영소를 차용 가능한지 아닌지를 시라이에게 물어봐달라고 부탁해와서, 이누즈카가 중개인으로 되어, 기누가사가 직접 시라이에게 만나서 물어보자, 무상으로 사용 가능한 허가를 얻는 게 가능했다고 해, 기누가사의 자서전과는 일어난 게 반대라고 주장하고 있다.
당시의 시모가모 촬영소는 사용되지 않았고, 빈집과 다름없이 어질러진 채 방치되었기에, 먼저 기누가사와 제작진들은 촬영소의 제초를 하고, 5월 6일에 촬영을 개시했다. 크루는 약 70명으로, 기누가사와 제작진들은 촬영소의 배우 방에서 합숙했다. 이노우에의 스케줄이 5월 내내 밖에 비울 수 없어, 일정이 빡빡했고, 기누가사 등은 불면불휴로 일해, 촬영은 밤샘이 이어졌다. 손이 비어있는 사람은 모두 일을 돕고, 제작진뿐만 아니라 이노우에를 포함한 배우들도, 무대 장치와 소품, 그 외 잡무까지 했다. 니혼가미인 여자아이 역의 여배우가 다수 출연하는 제비뽑기 신의 촬영에서는, 하필 개최 중이던 아오이마쓰리 때문에 마을의 가미유이(髪結い, 머리를 매만져 주는 사람, 현재의 이발사)는 바빠서 부를 수 없어, 주인공의 아내 역인 나카가와 요시에(中川芳江)가 즉석에서 그녀들의 머리를 묶었다.
촬영소 내에 정신병원의 복도나 병실 등의 세트가 짜여졌지만, 저예산이기에, 전부 수제로 궁리해 만들어졌다. 촬영소는 낮 동안에 자연광으로 촬영하기 위해 통유리로 돼있는 글라스 스테이지였고, 조명 기재도 낡은 카본 라이트 8대 정도 밖에 없어서 준비가 불충분했다. 기누가사 등은 라이트 부족을 보완하기 위해, 세트 벽에 화지를 초배하고, 그 위에 은가루를 바르는 것으로, 빛의 반사를 좋게 하는 방안을 궁리했다. 더욱이 벽에 입체감을 내기 위해, 근처의 목욕탕에서 손에 넣은 유연(油煙, 그을음을 모아 만든 안료)를 손으로 칠해, 검은 빛의 바림을 냈고, 이노우에도 솔선해서 이 작업을 도왔다. 한편, 병원의 쇠창살이나 문 등은 실물을 사용했고, 그 덕분에 배우들은, 부서지기 쉬운 모조품에 신경 쓰지 않고 리얼한 연기를 하는 것이 가능했다. 거리나 제비뽑기의 신 등, 정신병원 밖의 광경은 시모가모 촬영소 부근에서 촬영됐다. 모두의 호우의 신은, 처음에는 자가용 수도에서 비를 내리게 해보았지만 그림이 되지 않았기에, 고장의 소방서에 부탁해서, 몇 일간이나 소방서를 출동시켜 촬영했다.
당시의 무성 영화 표준 촬영 속도는 1초 16컷(16fps)이었으나, 본작은 1초 18컷(18fps)으로 촬영됐다. 본작에서는 여러 촬영이나 편집 기술이 사용됐으나, 당시는 편집에서 사용하는 러시 프린트를 만들지 않아, 직접 네거티브로 편집을 하지 않으면 안 됐고, 또 무비올라처럼 편집 설비에서 화면의 흐름을 확인하는 것을 할 수 없었기에, 꽤 고생이 걸렸다. 기누가사는 촬영한 필름의 화면의 흐름을 확인하기 위해, 카메라에 촬영 완료한 필름을 장전하고, 렌즈를 보면서 카메라의 뒤쪽을 열어 빛을 넣고, 촬영 때와 같은 속도로 크랭크를 돌리는 것으로, 카메라를 무비올라의 대용으로 했다. 촬영 조수인 쓰부라야는, 본작에서 빵 막대를 사용해 카메라를 상하좌우로 흔드는 촬영법을 발견하는 등, 여러 촬영 기법을 연구했고, 그것은 후의 특촬물 기술로 이어지는 것으로 되었다.
크랭크 인으로부터 8일 후인 5월 14일, 기누가사에게 완성 도중의 시나리오를 넘긴 채로 하고 있던 가와바타가 촬영소에 들어와, 10일간 정도 현장에서 만났다. 그 사이, 가와바타는 촬영을 견학하고, 촬영 대본의 회의에서 참가하는 등, 클라이맥스에서 미치광이들에게 가면을 붙인다는 아이디어를 제안해, 사와다와 교고쿠(京極, 교토시 나카교구에 있는 거리)로 가면을 찾으러 돌아다니는 등, 중요 제작진의 일원으로 촬영에 깊이 관여했다. 가와바타는 이때의 일이나 인상을, 「『미친 한 페이지』 촬영 일기(『狂つた一頁』撮影日記)」 (『주간 아사히』 1926년 5월 30일호)나 「『미친 한 페이지』 촬영 여담(『狂つた一頁』撮影余談)」 (『극과 영화(劇と映画)』 1926년 8월호)에 적어두었다.

## 공개

### 시사와 극장 공개

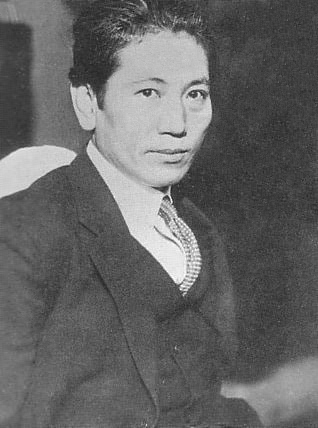
신주쿠 무사시노관(新宿武蔵野館)에서의 공개 때에 본작의 설명을 담당한 변사인 도쿠가와 무세이(徳川夢声).

촬영은 5월 31일 즈음에 종료되고, 6월 6일에 기누가사는 완성된 필름을 가지고 상경했다. 기누가사는 요코미쓰가 작품을 봐줄 것이라 생각하고, 휴대용 영화기를 가지고, 요코미쓰가 아내의 간병을 위해 머물러 있던 하야마(葉山)의 병원을 방문했다. 기누가사와 요코미쓰는 병원 내에서 환자들에게 보여줄 것도 생각했으나, 결국 병원 내에서는 상영하지 않고, 가까운 상영 종료 후의 영화관을 빌려 심야에 시사를 행했다. 이때에 요코미쓰는, 제목을 당초의 『미치는 한 페이지(狂へる一頁)』에서 『미친 한 페이지(狂つた一頁)』로 변경하는 것을 제안했다. 가와바타 명의의 시나리오가 게재된 『에이가지다이(映画時代)』 창간호에서는, 목차 면의 표제에서 『미치는 한 페이지(狂へる一頁)』로 되어있으나, 내제에는 『미친 한 페이지(狂つた一頁)』로 되어있었기에, 제목 변경은 잡지의 교정 완료 직전에 행해졌다고 추정된다. 또, 요코미쓰는 이때 무자막으로의 상영도 제안하고, 기누가사는 이에 따랐다(무자막의 시험을 참조).
6월 17일에는 도쿄 아사히 신문(東京朝日新聞) 본사에서 시사회가 행해지고, 6월 22일에는 작품이 내무성의 검열을 통과했다. 그러나, 본작은 감독이 프로듀서를 겸한 자주 제작 영화였기에, 일반 영화 회사의 작품보다도 상영 루트를 확보하는 것이 어려웠다. 쇼치쿠 키네마(松竹キネマ)도 자사의 번선에서 상영하는 것을 꺼렸다. 상경 중이던 기누가사는 스스로 영화관이나 영화 회사로 판매하러 돌아다니고, 그 사이 7월 10일에는 아오야마 회관(青山会館)에서 행해진 전간토영화협회(全関東映画協会)의 피로회에서도 시사가 이루어졌다. 그러나, 비상업적으로 난해한 작품이었던 적도 있고, 그다지 배급처가 정해지지 않았다. 동반한 이누즈카나 사와다와 좋은 소식을 기다리는 기누가사도 날이 연장되면서 주머니 사정이 어려워지고, 저녁밥은 도쿄역의 가드 아래에서 중화 소바를 먹는 나날이 계속됐다.
완성으로부터 약 3개월 후인 9월, 신주쿠의 양화 전문관에서, 예술적 작품을 상영하는 고급 아트 시어터로 알려진 신주쿠 무사시노관(新宿武蔵野館)의 상영 작품을 선정하는 기획 위원회의 멤버였던 이와사키 아키라(岩崎昶)가, 어느 날 닛카쓰의 본사에서행해진 시사를 보고 감명을 받아, 위원회 자리에서 본작의 상영을 제안했다. 무사시노관에서 일본 영화를 상영하는 일은 없었기에, 이와사키 왈 '너무나도 뜻밖의 제안으로, 이것이 받아들여질 것 같지도 않았다.'라고 생각되었으나, 기누가사의 친구로 본작의 실험 정신을 높게 평가하고 있던 위원회 멤버 모리 이와오(森岩雄)나, 무사시노관의 주임 변사인 도쿠가와 무세이(徳川夢声)가 찬성하고, 이와사키의 강한 추천으로, 이례적으로 본작의 상영이 결정됐다. 이 알림을 들은 기누가사 등은 기뻐하며 아사쿠사로 나와, 포장마차에서 새우튀김 2마리씩으로 찻잔에 술을 따라 축배를 들었다.
무사시노관에서의 상영은, 9월 24일부터 1주간에 걸쳐 행해졌고, 인기 변사였던 도쿠가와가 설명을 담당했다. 신문 광고에서는 기누가사를 '일본의 조셉 폰 스턴버그'라고 소개하고, '아연!! 일본 영화계를 뒤흔드는 대예술편' 등의 캐치프레이즈가 더해졌다. 무사시노관과 동일한 24일은, 아사쿠사의 파라마운트 직영의 도쿄관(東京館)과, 오사카의 쇼치쿠자에서도 개봉돼, 도쿄관에서는 변사인 이시이 이쓰미(石井溢美)와 다마이 아사히요(玉井旭洋)가 설명을 담당했다. 그 다음주에는 도쿄의 시바조노관(芝園館)과 난메이자(南明座)에서도 개봉돼, 10월 1일에는 고베의 키네마 클럽(キネマ倶楽部), 10월 8일에는 교토 쇼치쿠자(京都松竹座)에서도 개봉됐다. 본작을 개봉한 영화관은 모두 양화 전문관으로, 그 대부분으로 미국의 영화가 병영되고, 종전 일본 영화와는 다른 고급한 외국 영화 일본 영화와는 다른 고급 외국 영화와 같이 불리는 작품으로 취급됐다.

### 흥행 실패와 연맹의 해산
무사시노관에서의 수익은 1500엔으로, 히트로는 되지 못 했지만, 관에 있는 고급 영화 팬을 유지하고, 그런대로의 흥행 성적을 올렸다. 그러나, 다른 영화관에서의 흥행 성적은 저조했고, 또 당시의 일본 영화가 국내의 대부분의 영화관에서 수 개월에 걸쳐 상영되는 것으로 사익을 얻고 있던 중, 본작은 상영관이 적고, 일본 안에서 넓게 상영된 것도 아니었기에, 전체적 흥행으로는 성공하지 못 했다. 전체로의 배급 수입은 7500엔이었으나, 이는 2만 엔 이상이나 한 제작비를 회수하는 것에는 부족했고, 결과로 1만 엔을 넘는 손실을 냈다.
기누가사가 도쿄에서의 공개 중에도 팔러 가는 등으로 분주했던 사이, 제작진들은 기누가사가 계속해서 영화를 제작할 것이라 믿고, 교토의 합숙처 등에서 대기하고 있었다. 수익은 개봉이 결정돼 상영되고, 수수료 인상에 따라 번번이 지불되었기 때문에, 제작진들에게 송금하는 것도 여의치 않았다. 빚에 더해서 그들의 생활도 업고 있던 기누가사는, 다음 영화 제작의 행동을 하지 않으면 안 된다고 생각하고 있었으나, 무일푼으로 다음 일에 착수하는 것은 할 수 없었고, 어려움이 계속됐다.
그때에 쇼치쿠 사장인 오타니 다케지로(大谷竹次郎)한테서, 회사를 위해서 1 작품 당 1만 엔으로 시대극 영화를 청부 맡아 제작할 것을 제안받았다. 그것은 누구의 간섭도 받지 않고 예술적 실험성이 높은 영화를 만드는 것을 포기하고, 하청으로 상업주의적인 영화 제작에 만족하는 것을 의미했으나, 기누가사는 제안을 받아들였고, 제작진들을 이끌고 계약을 체결했으며, 시모가모 촬영소 내에 쇼치쿠 배급의 기누가사영화연맹(衣笠映画聯盟)을 발족했다. 이후, 기누가사영화연맹은 거의 불안정한 상태로 무리하게 일해 18편의 시대극 영화를 제작했으나, 결국 제작진 간에서 본작에 이은 야심적 작품을 요구하는 기운이 높아지고, 그것을 받아 기누가사는 실험적인 시대극 영화 『십자로』(十字路)(1928년)를 제작했다.
한편, 신감각파영화연맹은, 1926년(다이쇼 15년)에 본작에 이어지는 제2회 작품으로 기누가사 감독인 에도가와 란포의 단편 소설 『다락방의 산책자(屋根裏の散歩者)』(1925년)의 제작을 계획했으나, 검열을 통과할 수 없다는 전망이 있었기에, 같은 에도가와의 『춤추는 난쟁이(踊る一寸法師)』(1926년)으로 변경됐다. 하지만, 『춤추는 난쟁이』도 또 기누가사의 쇼치쿠 가입 등의 사정에 의해 제작은 연기되고, 기누가사는 에도가와에게 보낸 편지에서 '1927년 봄에 촬영을 시작한다.'고 하고, 『주간 아사히』에 게재된 글에서는 '아직 각본도 돼있지 않지만 내가 정말로 만들고 싶은 작품이다.'라고 의욕을 보였으나, 결국 촬영에 들어가는 일은 없었고 기획은 흐지부지되었다. 또, 신감각파영화연맹의 장래 작품을, 가타오카가 무자막 작품으로 감독한다는 이야기도 있었다. 결국, 신감각파영화연맹은 본작 1편을 남긴 것으로 해산됐다.

### 필름의 재발견과 뉴 사운드판

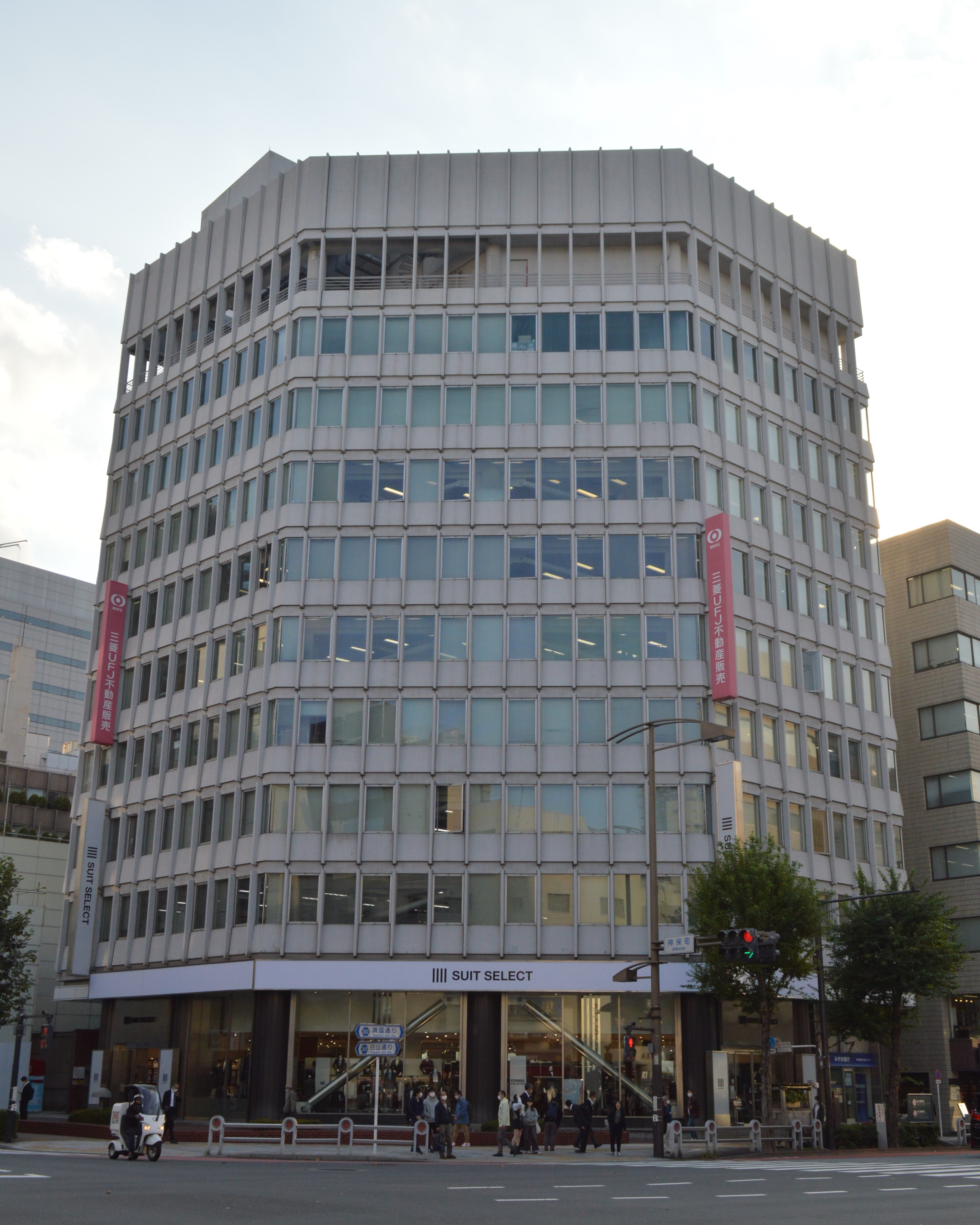
1975년에 본작의 뉴 사운드 판을 공개한 이와나미 홀이 있는 이와나미 진보정 건물(岩波神保町ビル).

그 후, 본작의 필름은 1950년의 쇼치쿠 교토 촬영소(松竹京都撮影所)의 필름 창고 화재로 소실되었다고 생각돼, 오래간 유실 영화로 간주됐다. 그런데, 1971년(쇼와 46년)에 기누가사가 우연히 자택에서 필름을 발견하고, 필름이 무언가의 원인으로 촬영소에는 보관돼있지 않고, 기누가사의 자택에 보내져 있던 것이 판명됐다. 기누가사의 자서전에 의하면, 가와키타 가시코(川喜多かしこ)가 기누가사가 이전에 창간한 영화 잡지 『키네마 클로즈 업(キネマ・クローズ・アップ)』의 창간호의 행방을 묻자, 교토의 자택의 창고에서 찾고 있던 중, 선반 위에 있는 양철 뒤주에 눈이 가, 아무 생각 없이 열어 보니, 안에서 필름 캔이 나와, 그것을 열어보니 본작의 네거티브와 포지티브 필름이 완전한 상태로 들어있었다고 한다.
기누가사는 스스로 이 필름을 재편집하고, 새로 무라오카 미노루(村岡実)와 구라시마 도루(倉嶋暢)에 의해 음악을 붙인 '뉴 사운드판(ニュー・サウンド版)'을 제작했다. 이 판은 본래 무성이었던 필름에 사운드트랙을 넣은 것으로, 그것에 기록된 음을 적절히 재생하기 위해, 오리지널 영상 속도인 1초 18컷(18fps)이 아닌, 유성 영화의 표준 영상 속도인 1초 24컷(24fps)으로 되어있다. 그에 따라 상영 시간은 오리지널의 79분에서 59분으로 단축되고, 영상의 움직임도 조금 빠르게 되어서 보인다. 또, 영사 시에 스크린에 투영될 때의 화면 크기에 대해서, 뉴 사운드판은 오리지널의 프레임에서 사운드트랙에 해당하는 부분(프레임의 왼쪽 부분)을 삭제했고, 더욱이 프레임의 상하도 트리밍(필요 없는 부분을 제거하고 구도를 조정하는 것)해서 스탠더드 사이즈로 조정했기에, 오리지널에 비해서 영상에 손실된 부분이 있다. 이러한 점에서 뉴 사운드판은 기누가사의 감독판으로 보는 것으로 되나, 첫 공개 시의 상영 형태를 충실하게 재현한 정통적인 상영과는 동떨어진 것으로 된다.
1971년(쇼와 46년) 4월 27일, 도쿄의 이와나미 홀에서 뉴 사운드판의 특별 시사회가 행해졌고, 가와바타를 시작으로, 조감독을 맡은 고이시 에이이치(小石栄一), 철학자인 다니카와 데쓰조(谷川徹三)와 고노 요이치(河野与一), 사회심리학자인 미나미 히로시(南博), 소설가인 노마 히로시(野間宏), 영화 관계자로는 가와키타나 이와사키가 출석했다. 시사가 끝나자, 가와바타는 기누가사의 손을 잡고 '지금 봐도, 창피를 당하지 않는다. 다행이다.'라고 말했다고 한다. 1975년(쇼와 50년) 10월 10일에는 이와나미 홀에서, 세계의 묻힌 명작 영화를 상영하는 '[[에키프 드 시네마](エキプ・ド・シネマ, Equip de Cinema)'의 제5회 로드쇼에서, 기누가사의 『십자로』와 함께 일반 공개돼, 11월 3일까지 상영됐다. 다음 해 1976년(쇼와 51년) 3월에는 같은 홀에서 앙코르 상영이 행해졌고, 1982년(쇼와 57년) 8월에는 이 해에 사망한 기누가사의 추모 상영회로 다시 『십자로』와 함께 상영됐다.
뉴 사운드판은 일본 국외에서도 상영돼, 유럽에서는 일본보다도 먼저 일반 공개가 행해졌다. 프랑스에서는, 1972년에 기누가사 자신이 16밀리의 프린트를 파리로 가지고 가서, 시네마테크 프랑세즈에서 시사를 한 뒤, 1975년 3월에 극장 공개됐다. 이탈리아에서는, 1972년의 베네치아 국제 영화제에서 작은 시사가 행해진 뒤, 페사로 영화제에서 상영됐다. 영국에서도, 1972년 즈음에 런던의 아트 시어터에서 공개돼, 그 후에도 각지의 시네클럽이나 대학, 아트 시어터 등에서 상영됐다. 포르투갈에서는, 1973년에 기누가사가 리스본의 칼루스트 굴벤키안 재단(Fundação Calouste Gulbenkian)과 국립 영화학교에서 초대됐을 때에, 굴벤키안 재단의 극장에서 상영됐다. 그 외에, 1975년까지 소련이나 네덜란드, 미국, 캐나다에서도 상영됐고, 독일에서는 TV 방영됐다.

### 그 후의 상영과 홈 미디어
본작의 오리지널 프린트는, 일본 국립 영화 아카이브(国立映画アーカイブ, 구 도쿄 국립근대미술관 필름 센터(東京国立近代美術館フィルムセンター))가 소장하고 있다. 2007년 4월에는 해당 관에서 개최된 국제필름아카이브연맹(The International Federation of Film Archives (FIAF))의 연차 회의 '제63회 FIAF 도쿄 회의 2007'의 개최 기념 특별 상영으로, 해당 관에 의한 35밀리의 복원판이, 피아니스트인 다카하시 유지(高橋悠治)의 연주 포함으로 상영됐다. 2019년 3월에는 일본 근대문학관(日本近代文学館)에서 행해진 전시회 '신세기의 요코미쓰 리이치(新世紀の横光利一)' 관련 이벤트로, 무성판이 변사인 가타오카 이치로(片岡一郎)의 설명과, 피아니스트인 가미야 아유미(上屋安由美)의 반주에 의해 상영됐다. 일본 국외에서는, 2001년에 이탈리아의 포르데노네 무성 영화제(Pordenone Silent Film Festival), 2017년에 프랑스의 레트랑쥬 영화제, 2018년에 미국의 에버트 페스에서 상영됐다.
2010년(헤이세이 22년) 3월, 헤이조 천도 1300년 기념 사업(平城遷都1300年記念事業) '아트 시네마 페스타 2010(アートシネマフェスタ2010)'의 식전행사로, 신주쿠의 라이브 하우스인 하쓰다이 Doors(初台Doors)와 나라시의 나라 100년 회관(なら100年会館)에서, 록 밴드인 두뇌경찰에 의한 본작의 라이브 상영이 행해졌다. 이는 두뇌경찰이 본작을 이미지해 작곡한 오리지널 곡을, 본작의 영상을 상영하면서 연주한다는 것이다. 2012년(헤이세이 24년) 12월에는 그 라이브 음원을 수록한 앨범 『미친 한 페이지×두뇌경찰 ~a page of madness × ZK Live at The Doors 2010.3.20~(狂った一頁×頭脳警察 ～a page of madness × ZK Live at The Doors 2010.3.20～)』이 발매됐다.
2017년 6월, 미국의 홈 비디오 회사 Flicker Alley는, 본작의 16밀리 프린트를 소재로 하는 Blu-ray를 발매했다. 이 디스크에는 Henwar Rodakiewicz의 실험적인 다큐멘터리 영화 『소년의 초상화(Portrait of a Young Man)』 (1925-1931년)도 수록돼있다. 2018년 3월에는 프랑스의 영화 회사 랍스터 필름이 프랑스어 자막판 DVD를 발매했다. 일본과 한국에서는 DVD는 발매되지 않았으나, YouTube나 니코니코 동화 등의 동영상 공유 서비스에서 시청할 수 있다.
2021년(레이와 3년), 기누가사 집에서 발견된 35밀리의 가연성 포지티브 필름이, 청색으로 염색된 것이 발견됐다. 뉴 사운드판을 포함한 재발견 이후에 상영돼온 필름은 흑백판이기에, 오래간 본작은 단색 영화로 추정됐으나, 이 발견으로 1926년(다이쇼 15년) 당시는 청색 염색으로 상영됐음이 판명됐다. 이를 기반으로 일본 국립 영화 아카이브와 IMAGICA 엔터테인먼트 미디어 서비스(IMAGICAエンタテインメントメディアサービス)는 청색 염색을 재현한 '염색판' 필름을 작성하고, 2022년(레이와 4년) 5월에 일본 국립 영화 아카이브에서 행해진 상영 기획 '발굴된 영화들 2022(発掘された映画たち2022)'에서 첫 공개되었다.

## 주제
본작은 일본 영화에서 처음으로 정신병원을 무대로 한 작품으로, 병원 측의 관리 체제나 병동의 공간적 분할, 치료의 광경, 혹은 식사나 노동 작업, 실내 산책 등의 환자들의 생태가 현실적으로 그려졌다. 한편, 정신병원의 권력과 환자들로의 억압과 감금, 이에 저항하는 환자들의 모습이 그려져 있고, 영화 평론가인 요모타 이누히코(四方田犬彦) 왈 '근대 이데올로기 장치'의 전형인 병원이 가지는, 감금과 해방, 치료와 징벌이라는 상반되는 시스템에 대해서, 날카로운 사회적인 시선이 향해지고 있다. 또, 본작에는 악순환과 숙명, 자기 폐쇄와 무한 등의 관념의 우의로, '회전하는 둥근 고리'라는 주제가 반복돼 등장한다. 예를 들면, 도입부의 호우가 내리는 병원에서 무희가 미쳐 춤추는 신에서는, 호우의 안을 달리는 바퀴, 무희 뒤의 거대한 구체, 무희의 회전 무용 등으로, 둥근 고리의 이미지가 증식하고 있다. 이에 대해 둥근 고리의 회전을 제한하고, 억압하는 힘으로 되는 것으로, 병실의 쇠창살이나 철창문 등의 '차가운 수직선'의 이미지가 등장하며, 이는 정신병원이라는 장치 그 자체의 원리를 표현하고 있다.
본작은 과거의 잘못으로 가족을 불행하게 한 전 선원의 남편과, 그 때문에 정신에 이상이 온 아내, 어머니의 병으로 고민하는 곧 결혼해야 할 딸을 등장인물로 하는 가정 비극이, 기본적인 이야기로 전개된다. 이러한 이야기는, 당시의 일본의 영화나 무대의 현대극의 주류였던 신파극 비극에 흔히 있는 것이다. 요모타도, 본작은 '참신한 수법과 감상적인 멜로 드라마의 결합물이라는 형태'를 잡고 있고, 부녀가 결혼 문제를 서로 이야기하는 신이나, 가난한 딸과 브르주아 청년과의 사랑이라는 설정 등으로, 신파 멜로 드라마적인 요소가 보인다고 지적하고 있다. 공개 당시의 신문이나 영화관의 프로그램 등의 줄거리에도, 비이야기적인 예술 작품이 아닌, 이러한 신파 비극적인 이야기가 소개되었고, 일본 영화 연구자인 아론 제로는 그것이 '이 작품의 특질의 양식을 무시하고 보통의 영화와 다름없는 이야기적인 쾌락을 선전하는 작전의 표현'으로 생각할 수 있다고 지적하고 있다.
기누가사는, 이러한 이야기로 전 선원인 주인공을 설정한 것에 대해서, 다이쇼 시대는 아직 일본 국외로 나가는 것이 힘들었기에, 그런 시대에 국외로 자유롭게 가는 선원은 '자유롭게 행동하는 남자의 명리(冥利)'이고, '그런 자유를 하고 싶은 대로 한 남자의 배후에는, 가정이 파괴되고, 희생이 되는 아내와 아이가 있다. 아내는 미쳐서 불행이 이어진다. 이것이 극의 배경으로 됐다.'라고 서술했다. 영화 평론가인 사토 다다오(佐藤忠男)는 이 이야기에는 '병에 의해 떨어진 부부, 부모와 딸의 육친의 애정의 애틋함'이 그려져 있다고 하고, '병에 의해서 인간의 연을 잃은 사람들의, 인간적인 연결에 대한 뜨거운 희망이 표현돼있다.'라고 서술했다. 미나구치 기세코(水口紀勢子)는 본작을 부성 영화로 간주하고, 기본적으로는 '딸의 결혼 이야기의 결실을 주축으로 하는 흔한 부성애와 애처의 이야기'라고 지적하고 있다.
문학 연구자인 도에다 히로카즈(十重田裕一)는 용인과 아내의 사이를 가르는 병실의 쇠창살이, 본작의 중요 이미지로 처음부터 끝까지 등장하고, 그것에 대해 '쇠창살의 안팎의 경계가 나타나고, 둘 사이에 갈등이 생성된다.'라고 지적하고 있다. 특히 용인이 아내를 병원에서 데리고 나오려고 하는 클라이맥스 신에서는, 어떻게든지 쇠창살의 밖으로 아내를 데리고 나오려는 용인과, 밖의 어둠을 무서워 해 뒷걸음치는 아내와의 사이에서 격한 대립과 갈등이 전개되고 있다고 했다. 또, 이 신의 뒤에 전개되는, 용인이 아내나 미치광이들의 얼굴에 가면을 씌우고, 더욱이 자신의 얼굴에도 가면을 씌우는 신에서는, 가면을 씌우는 것으로 쇠창살의 안팎의 대립이 해소되고, '쇠창살의 안에 있는 아내에게도 고유 세계가 있다는 것을, 하루하루 넘기는 페이지가 있다는 것을 남편이 받아들였다는 것을 암시'하고 있다고 했다.
이 가면을 씌우는 신에 대해서, 기누가사는 자서전에서, 마쓰자와 병원을 견학했을 때에, 환자들의 대부분이 무표정이었으나 결코 개성이 없다고는 단정할 수 없는 듯한 인상을 받은 것에서 떠올랐다고 서술했다. 한편, 가와바타는 온화한 웃음의 가면으로 고민이나 광기를 감싸, 용인이나 환자들을 구해주고 싶었다는 의도가 있었다고 서술했다. 이 신의 해석에 대해서, 미나구치는 '아버지가 남성 환자에게 가면을 장착시키는 치유 행위가, 병원 조직의 부권 제도에 대한 저항의 꿈'을 표현했다고 했다. 요모타는, 용인이 스스로 솔선해서 가면을 쓴 것으로, 아내의 광기를 나누어 가지면서, 아내와 대등한 위치에 서게 되고, 이는 병동에서 사는 환자들의 공동체로 돌아간 것을 암시하고 있다고 봐, '과거의 소행이 원인으로 깊은 후회에 사로잡혀있던 주인공은, 이 회귀를 통해서 스스로 광기 쪽으로 이동하고, 오래간 도달하지 못 했던 구제에 결국 도달했다'라고 서술했다.
비교 문학 연구자인 에릭 카즈딘(Eric Cazdyn)은 『자본의 섬광: 일본의 영화와 지정학(The Flash of Capital: Film and Geopolitics in Japan)』(2002년)에서, 지정학적 관점에서 본작을 정치적 우의로 해석했다. 카즈딘은, 메이지 시대 이후의 일본 사회에 있어서 근대화가 '외부로부터 얻은 심적 외상'이라고 인식했고, 이 외상에서 20세기 전반의 일본에서는 국수주의적인 이데올로기와 주변 제국으로의 식민주의가 야기됐다는 주장을 전제로 하고, 본작이 '규율이 주어지지 않은 채 확장된 몸이, 병든 정신과 같이, 규율 하에 제도화돼 가는' 이야기이고, '외부(세계 시스템)가 국수주의적인 내면을 쌓아올려 가는' 과정으로 우의적으로 해석할 수 있다고 지적했다. 또, 가면을 씌우는 신은, '외부에서 강요된 근대가 아닌, 서구의 "진짜" 근대와 일본의 "가짜" 근대의 사이에 가로놓아진 차이로의, 도발적인 제언'으로 해석했다.

## 스타일

### 전위 영화로의 스타일
본작은 일본에서 최초로 본격적인 전위 영화(아방가르드 영화)이다. 20세기 초반의 유럽에서는 [[야수파], 입체주의, 미래주의, 표현주의, 다다이즘, 초현실주의 등, 기존의 질서나 규범을 타파하려는 전위 예술 운동이 성행했다. 그것은 영화에도 파급됐고, 1920년대에는 독일 표현주의 영화, 프랑스 인상주의 영화, 순수 영화, 절대 영화, 소비에트 몽타주파 등의 전위 영화 운동이 일어나고, 구래의 영화가 가진 이야기성이나 지각 등의 틀을 해체해서, 새로운 영화적 표현의 가능성이 추구됐다. 본작은 이들의 전위 영화 운동의 조류와 호응하는 것으로, 종래의 일본 영화의 상식을 타파해, 새로운 영화 표현을 수립하려고 시험하고, 동시대에 일본에서 공개된 전위 영화의 실험에 영향을 받으면서 만들어졌다.
본작에서도 영상 표현의 순수성과 가능성이 추구됐고, 여러 영화적 기법이 구사됐다. 기누가사도 카메라를 자유롭게 구사해, 영화 표현이나 영화 기술 상의 실험을 거의 다 해냈다고 서술했다. 이러한 실험을 하면서, 무성 영화이면서 무자막으로, 영상은 과거와 현재, 현실과 환상이 교차하고, 거기에 정신병자의 주관적 이미지도 더해져, 제정신과 광기가 서로 섞여 혼돈의 인간의 내면 세계가 순수하게 영상만으로 전개된다. 이 때문에 이야기를 정연히 파악할 수 있게 작품이 돼있지 않고, 이야기 이해에 난해함을 동반하나, 어디까지나 이야기는 이차적인 의미 밖에 갖지 않고, 영상의 이미지 방법이 중시된다.
제로는, '인식론의 틀――무언가에 관한 지식을 지지하는 구조――을 구축하고, 결과적으로 그것을 부수는 것으로 되는 정석적인 전략'을, 본작에서 가장 지배적인 양식의 하나로 봤고, 그 전략의 누적 효과로 '현실과 환상, 제정신과 광기 사이의 경계를 부수고, 인식의 본질로의 의문'이 던져졌다고 지적했다. 예를 들면, 초반부의 무희의 신에서, 처음에 관객은 현실의 댄스 리뷰로 인식하나, 그 뒤에 창문의 쇠창살이 비치고, 이것이 환상이라는 것이 밝혀져, 그녀의 망상을 함께 보고 있던 것이 암시되는 효과이다.

### 영상 표현의 순수성
본작에는 프랑스의 순수 영화나 독일의 절대 영화에 가까운 영상 스타일이 나온다. 이들의 운동에서는, 영화가 문학이나 연극에서 가져온 것이라고 할 수 있는 이야기나 연기 등의 요소를 배제하고, 순수한 영상 표현에 철저히 하려는 시험이 이루어졌다. 순수 영화로는 르네 클레르 감독의 『막간』(1924년)이나 페르낭 레제 감독의 『기계적 발레』(1924년), 만 레이 감독의 『에마크 바키아』(1926년) 등이, 이야기를 가지지 않고 영상의 운동과 리듬으로 작품을 전개했다. 절대 영화로는 한스 리히터의 『리듬(Rhythmus)』 시리즈(1921년-1925년)나 비킹 에겔링의 『대각선 교향곡』(1924년) 등이, 추상적인 선과 모양의 움직임만으로 영상을 시험했다. 1920년대 일본에서도, 영화 잡지 등에서 순수 영화나 절대 영화의 이론은 소개됐다.
본작에서도 순수한 영상만으로의 표현이 추구되고 있으나, 그것은 순수 영화나 절대 영화 정도로 과격하지는 않지만, 예를 들면, 초반부의 호우 신에서 비와 홍수와 천둥만의 리드미컬한 몽타주나, 거의 극적인 의미는 가지지 않는 순수한 움직임과 그 몽타주의 재미로 보이는 무희의 댄스 신 등, 부분적으로 순수 영화 같은 요소를 볼 수 있다. 또, 용인의 아내의 주관적 시점의 영상으로, 볼록 거울이나 오목 거울에 의해 크게 왜곡돼 비치는 무희의 영상이 등장하나, 이것도 기하학 모양의 운동을 소재로 한 『에마크 바키아』 등에서 보이는, 영상을 현실의 표상에서 가능한 한 분리해, 추상적인 도형의 운동으로 되돌리고자 하는 실험적 시험과 방향성은 같다.
본작에서 빈번히 나오는 회전하는 둥근 고리와, 그것을 나누는 수직선이라는 추상적인 도형의 이미지(주제를 참조)도, 순수 영화나 절대 영화에 영향을 준 입체주의나 다다이즘의 영향을 떠올리게 하며, 문예 평론가인 후쿠시마 료타(福嶋亮大)는 그것을 '아폴론적(니체가 주장한 예술의 형태로 지적∙정적∙조화적인 경향을 띠는 예술 양식)인 조형 감각'으로 보고 있다. 또, 후쿠시마는, 초반부에서 무희가 미쳐 춤추는 신이나, 중반에 다른 환자들이 그 댄스를 보고 흥분하는 신에서는, '자아를 잃은 것처럼 여자의 운동을 무기적인 사물로 드러내며, 그 광기가 주위에도 감염되는 디오니소스적(니체가 주장한 예술의 형태로 동적·격정적·도취적·열광적 경향을 띠는 예술 양식)인 정경'이 영상화됐고, 이러한 무희의 댄스에 영상적 실험을 나타낸 본작의 시험은, 레제의 『기계적 발레』에서, 사실주의나 연극이나 이야기성에 종속하는 일 없이, 발레의 운동 그 자체를 영상의 퍼포먼스로 해 출현하는 시험과 부합하는 것이라고 지적했다. 이러한 것들로 후쿠시마는, 본작의 전위성은, '디오니소스적인 댄스의 격함과 아폴론적인 디자인의 차가움을 공존시키는, 카메라의 대담하고 섬세한 운동에 의해 보증됐다'라고 서술했다.

### 무자막의 시험

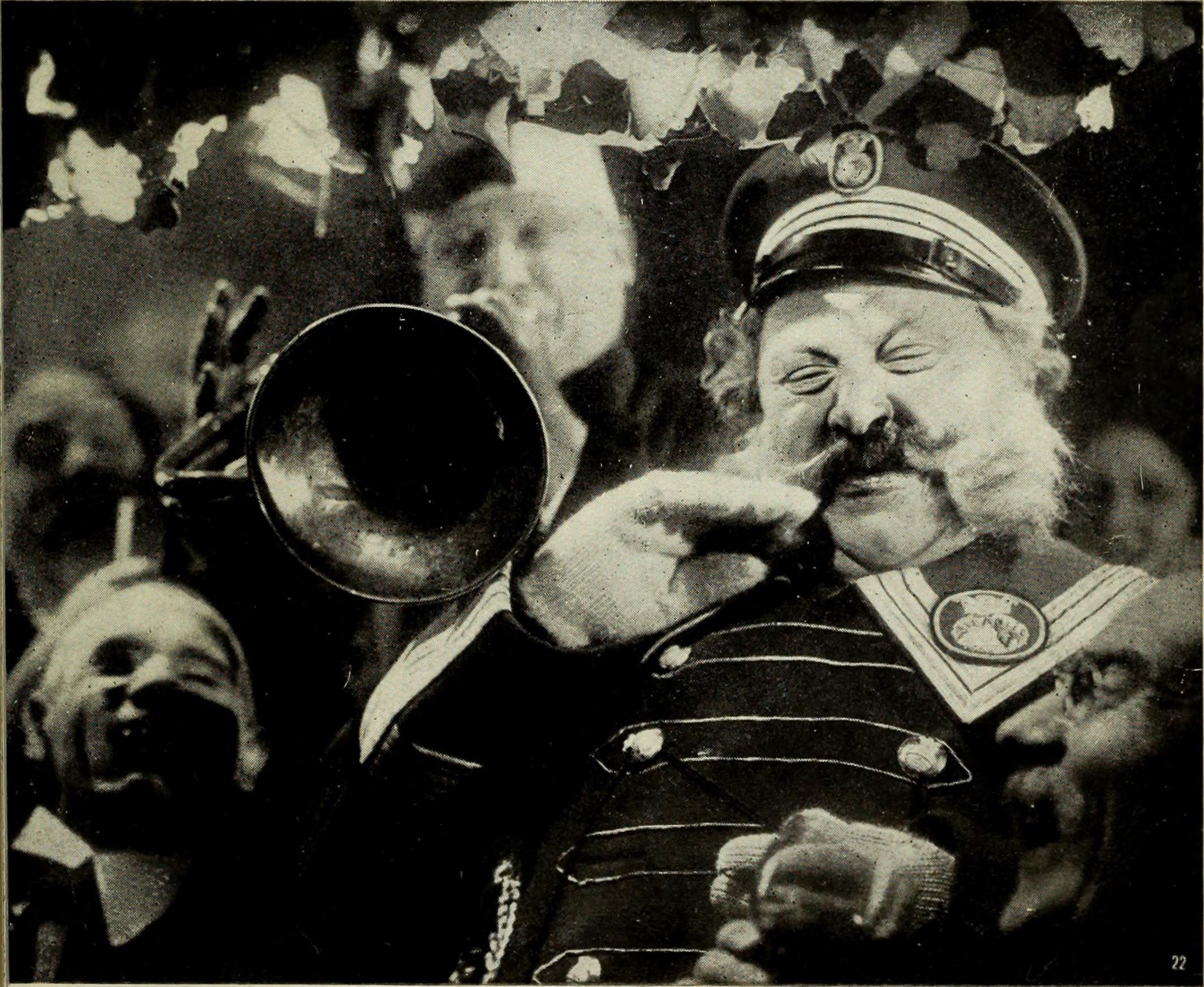
독일의 무자막 영화 『마지막 웃음』(1924년).

무성 영화에서는, 숏과 숏의 사이에 대사나 상황 설명 등을 적은 인터타이틀(중간 자막)을 삽입하는 것이 보통이나, 본작에서는 영상 표현의 순수성을 추구하기 위해 전편이 무자막으로 돼있다. 제작 당초는 '아버지', '병든 어머니', '어느 날―' 등과 같이, 등장인물이나 일시의 설정을 드러내는 자막이 몇 가지 삽입됐으나, 시사 단계에서 요코미쓰가 무자막을 제안하고, 기누가사는 그 의견을 받아들여 자막 전체를 할애해, 전부 영상만으로 이야기를 전개했다.
무자막의 시험은 결코 본작이 처음은 아니고, 이미 독일 영화에서는 카를 그루네 감독의 『거리』(1923년)나 루푸 픽 감독의 『섣달 그믐날』(1924년), 프리드리히 빌헬름 무르나우 감독의 『마지막 웃음』(1924년) 등이 무자막으로 상영됐다. 특히 유명한 작품이 『마지막 웃음』으로, 마지막 신에서 한 부분만 자막이 들어가는 외에는, 전부가 무자막으로 돼있다. 이 작품이 1926년(다이쇼 15년) 9월에 일본에 공개되자, 자막을 영화적 화법의 활용을 방해하는 불순물로 보는 자막 폐지론이 일본 내에서 소리가 높아질 정도로 반향을 일으켰다. 기누가사는 『분게이지다이(文藝時代)』 1926년 10월호의 '우리의 이상의 영화'라는 앙케이트에서, 『마지막 웃음』을 5번이나 볼 정도로 좋아했다고 서술해, 도에다는 『마지막 웃음』이 본작의 무자막의 시험에 영향을 준 것을 지적했다.
그러나, 자막 없이 복잡한 이야기를 전개하는 것은 어렵고, 관객에게 있어서도 영화 이해의 방해가 되기 때문에, 무자막은 이상론으로 쉽게 시험되는 것은 아니었다. 또, 본작의 상영에는, 당시 일본 영화의 통상 상영 상태였던 변사에 의한 설명이 동반됐기에, 무자막으로 한 것으로, 완전히 영상의 순수성을 유지하지는 못 했다. 변사는 본작의 무대나 주인공의 내력 등, 영상만으로는 이해할 수 없는 의미를 관객에게 설명해, 관객의 영화 이해를 도왔다. 그 설명을 들으면서 작품을 본 관객은, 본작으로부터 신파 비극적인 이야기(주제를 참조)를 읽어내고, 용인의 깊은 슬픔에 감동하거나, 어머니의 병 때문에 결혼이 파혼될지도 모르는 딸의 운명에 마음을 움직이거나 하였다. 무자막으로 영상의 순수성을 추구하면서도, 관객의 이해를 보증하기 위해 변사의 설명 추가로 상영된 것은, 반대로 본작을 영화로 보다 불순한 것으로 하고 있는 것으로, 공개 당시부터 비판의 과녁이 되었다(첫 공개 시의 평가를 참조).

### 독일 표현주의 영화의 영향

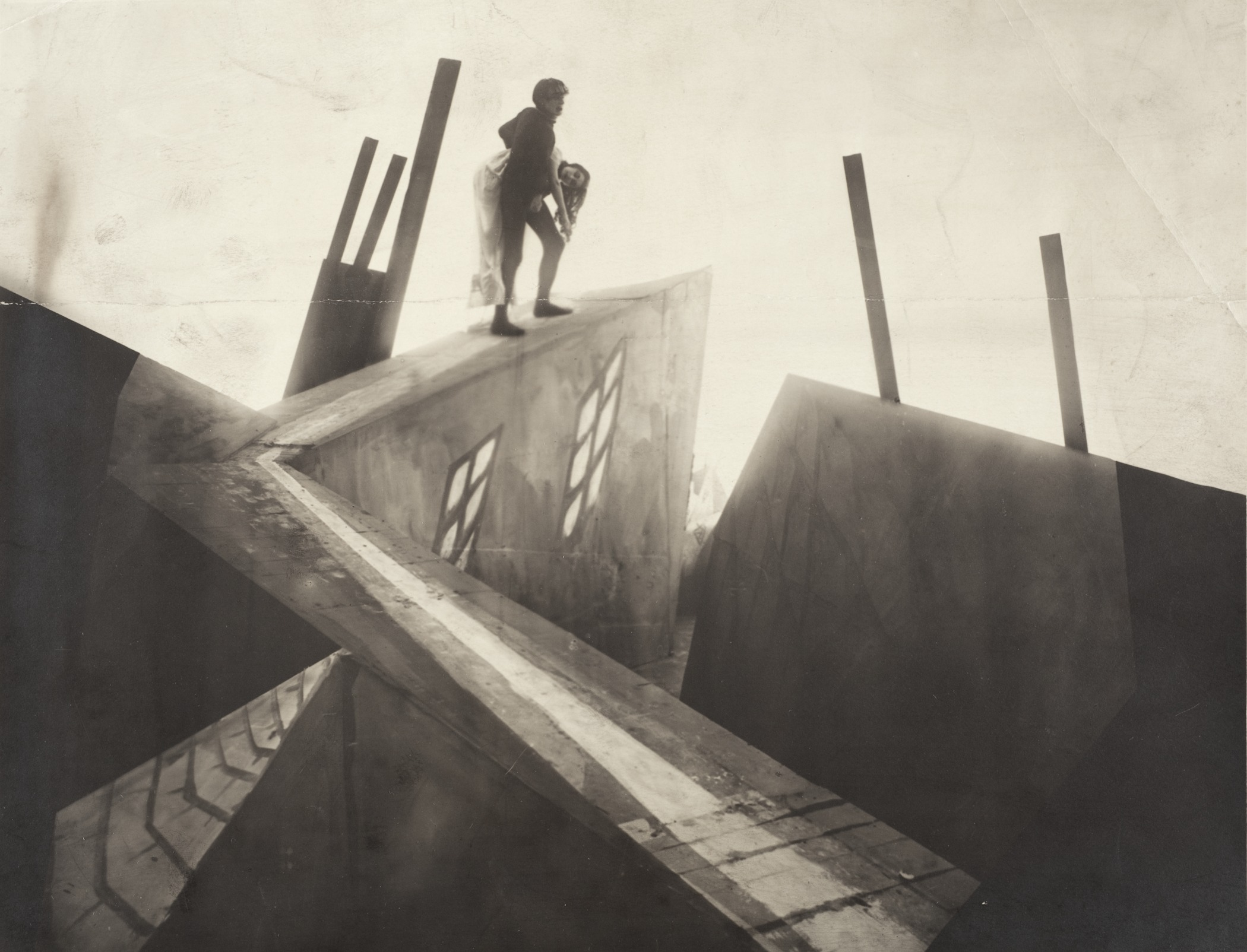
본작으로의 영향이 지적되는 독일 표현주의 영화인 『칼리가리 박사의 밀실』(1920년).

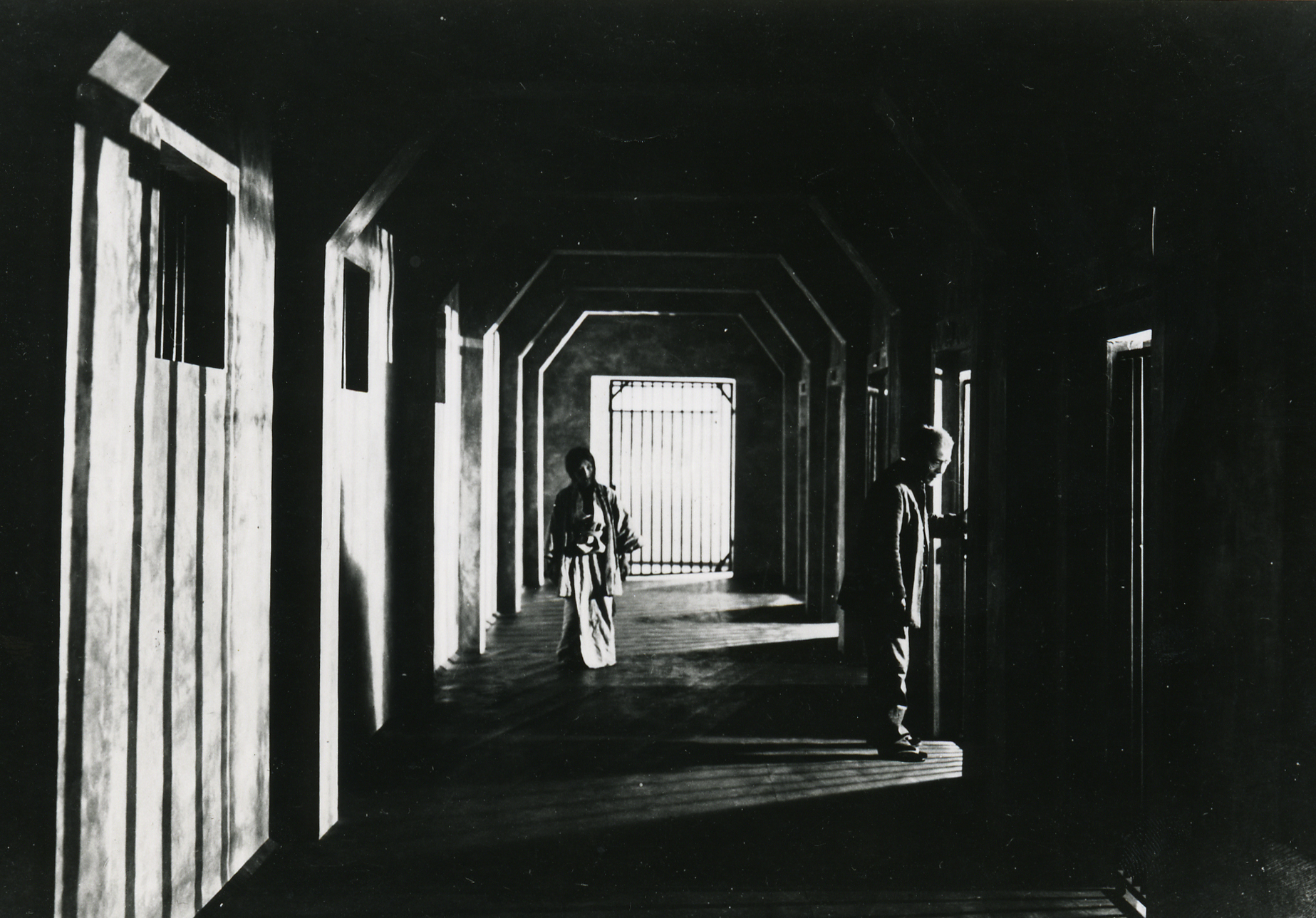
표현주의 영화적인 빛과 그림자의 대비가 강조된, 본작의 정신병원의 복도 신.

1920년대의 독일 표현주의 영화는, 로베르트 비네 감독의 『칼리가리 박사의 밀실』(1920년)에서 대표되듯이, 과장한 조형이나 빛과 그림자를 강조한 조명 등에 의해, 불안이나 혼돈 등의 어두운 심적 세계를 표현하는 것이 특징적이다. 일본에서도 1921년에 『칼리가리 박사의 밀실』이 공개되자 큰 화제로 되고, 그것을 계기로 표현주의 영화가 유행하고, 일본 영화에도 영향을 줬다. 본작도 독일 표현주의 영화의 형식이나 내용으로부터 강한 영향을 받았고, 문학 연구자인 구리쓰보 요시키(栗坪良樹)는 '독일 표현주의 영화의 흐름을 이어받은 작품'으로 간주했다.
특히 정신병원을 무대로 해, 정신병자의 환상을 그린다는 점에서 『칼리가리 박사의 밀실』로부터의 영향이 크다. 영화 연구학자인 야마모토 기쿠오(山本喜久男)는 본작에서는 '미치광이의 환상이라는 칼리가리적 세계가 전개'된다고 서술했다. 사토는, 본작의 제재와 표현의 일부가 『칼리가리 박사의 밀실』의 영향을 받았다고 하면서도, 그곳에서 얻을 수 있는 결과는 전혀 다른 것이라고 지적했다. 『칼리가리 박사의 밀실』에서는 으스스한 불안감이 강조되는 것에 반해, 본작에서는 가정 비극성이 강조된다. 또, 『칼리가리 박사의 밀실』에서는 왜곡된 세트를 사용해 압박감을 주는 것에 반해, 본작의 세트는 일반 제작이고, 오히려 서정적인 아름다움으로 일본적인 정감을 주고 있다. 그 예는, 병원 뜰에서의 산책 신으로, 전경과 후경의 사이에 사포를 걸쳐 엷게 흐리게 하는 것으로, 정신병자의 외계와 소격당한 심리를 교묘하게 영상화하면서, 동시에 서정적인 효과를 주고 있다.
『칼리가리 박사의 밀실』 이외의 표현주의 영화로부터의 영향으로는, 가면을 씌우는 신의 아이디어가, 칼 하인츠 마르틴 감독의 『아침부터 밤까지』(1920년)에서의 줄무늬가 강조된 분장에서 유래하고, 용인의 아내가 벽을 거울로 보고 화장 흉내를 하는 신이, 아르투르 로비슨 감독의 『그림자』(1923년) 등의 벽에서 거울이 생긴다는 묘사와의 관련성이 인정된다. 독일 표현주의 영화의 하나로 되는 『마지막 웃음』도, 무자막의 시험 이외로의 영향이 지적됐다. 도에다는, 『마지막 웃음』 초반부의 격하게 비가 내리는 화면과 비옷을 입은 호텔 도어맨의 모습이, 본작 초반부의 뇌우에 의해 점멸하는 화면과 병원의 앞에 서있는 비옷을 입은 노인의 모습을 상기시키고, 초반부 신의 이미지가 서로 겹친다고 지적했다.
독일 표현주의 영화 특유의 밝음과 어두움 또는 빛과 그림자의 대비를 강조한 조명 효과는, 본작에서도 특징적인 표현 수법의 하나로 사용된다. 도에다는, 정신병원의 복도 신에서, 빛과 그림자의 대비가 인상적으로 사용됐다고 지적했고, '원근법에 의해 복도의 안길이가 드러나고, 거기에 더해서 쇠창살에 드는 빛과 그림자의 인영이 선명하게 떠오른다. 그뿐만 아니라, 용인이나 아내의 그림자도 효과적으로 사용됐다'라고 서술했다. 요모타는, 용인이 병동에 잠입하는 신 등에서는, 영상에 먼저 인물의 그림자만이 비치고, 그 다음으로 본체인 인물이 등장하듯이, 그림자가 흡사 독자적으로 의지를 가진 존재인 것처럼, 본체에서 독립한 형태로 등장하는 수법이 보이나, 이러한 그림자의 연출도 『그림자』나 무르나우의 『파우스트』(1926년) 등의 표현주의 영화에서, 그림자가 또 하나의 등장인물로, 독자적으로 의지를 가지고 행동하듯이 보이게 하는 수법과 같다고 지적했다.

### 프랑스 인상주의 영화의 영향
프랑스 인상주의 영화는, 여러 새로운 영화적 기법을 구사해, 이야기보다도 등장인물이 안는 기억, 사고, 환상 등의 인상이나 감정을 표현하는 것이 특징적으로, 특히 감정의 흐트러짐을 표현하기 위해, 짧은 숏을 리드미컬하게 잇는 '플래시'라고 불리는 편집 기법을 많이 사용하는 것으로 알려져있다. 일본에서는 1925년(다이쇼 14년) 전후에 아벨 강스 감독의 『철로의 백장미』(1923년)나 알렉산드르 볼코프(Александр Волков) 감독의 『킨』(1923년), 자크 카틀렝 감독의 『괴물들의 갤러리』(1924년) 등의 인상주의 영화가 공개되고, 그 수법의 토대로 된 레옹 무시낙 등의 영화 이론이 소개되자, 일본 영화에서 플래시가 대유행하는 등, 대부분의 작품이 영향을 받았다. 본작도 프랑스 인상주의 영화의 영향을 받은 작품 중 하나이다.
미야모리 난지로(宮森南二郎)는 본작의 프랑스 인상주의 영화로부터의 영향에 대해서, '기누가사는 그의 꽤 풍부한 내용적인 수완을 버리고, 『킨』, 『라 루』〔『철로의 백장미』〕 등을 토대로 테크닉을 만들어냈다'라고 지적했다. 본작의 초반부에서는 플래시 기법이 사용됐고, 짧은 숏을 겹쳐서 호우의 병원과 무희의 난무를 묘사하고, 절박감을 강조했다. 호우의 병원을 비추는 약 1분 간의 영상에서는, 피뢰침이나 병원의 창문, 자동차, 바퀴, 번개, 물의 흐름 등의 매우 짧은 숏이, 세 박자의 리듬으로 재빠르게 이어져 반복되고, 차례로 숏의 속도도 증가한다. 이러한 본작에서의 플래시 사용은, 『철로의 백장미』에서 주인공인 기관사가 열차 사고를 일으키는 신에서의, 플래시로 차창의 풍경, 수증기, 선로, 격하게 회전하는 바퀴 등의 숏을 격한 템포로 반복시켜, 점점 숏의 속도를 높여 클라이맥스로 향하는 수법이나, 『괴물들의 갤러리』에서 서커스 단장이 아내에게 다가가는 신에서의 플래시로부터 영향을 받았다.

### 숏 기법
본작은 플래시의 기법에 더해서, 복수의 영상을 같은 화면 상에 겹치는 다중 노출, 회상 등 과거 장면의 영상을 삽입하는 플래시백, 이미지의 출현이나 소실의 기법인 오버랩 등과 같은, 숏을 잇는 영화적 편집 기법이 사용된다. 특히 다중 노출은 작품 전체에 걸쳐 빈번하게 사용되는데, 예시로, 가면을 씌우는 신에서는 시종일관 그 영상에 쇠창살의 영상이 겹쳐 나온다. 오쿠보 미카(大久保美花)에 의하면, 소비에트 몽타주파가 이론화한 편집법으로, 그것만으로는 의미가 확정되지 않은 개개의 숏끼리 유기적으로 연결하여, 숏의 관계에서 영상만으로의 상징적인 의미를 발생시키는 몽타주 기법도 많이 사용됐다고 한다.
이러한 기법을 사용한 것도 있고, 본작은 전체로 800 이상의 숏으로 구성돼있다. 무성 영화 시대의 할리우드 영화의 숏 길이는 평균 5.7초인 것에 반해, 본작의 1숏의 길이는 평균 3.3초이고, 요모타에 의하면 이는 '상궤를 넘어 빠르다'고 한다. 처음 1권(약 9분)만으로 숏 수는 220이나 있고, 그 중에는 0.5초나 1초 정도의 길이 밖에 없는 숏도 포함돼있다. 당시 일본 영화 제작자는, 변사가 장황하게 설명 가능하게 하기 위해 한 개의 숏을 오래간 이을 수 있도록 하는 일이 많고, 짧은 숏으로 잇는 것에 소극적이었기에, 본작의 숏 수의 많음은 전례가 없는 것이었다.

## 『미친 한 페이지』와 신감각파

### 신감각파와 영화

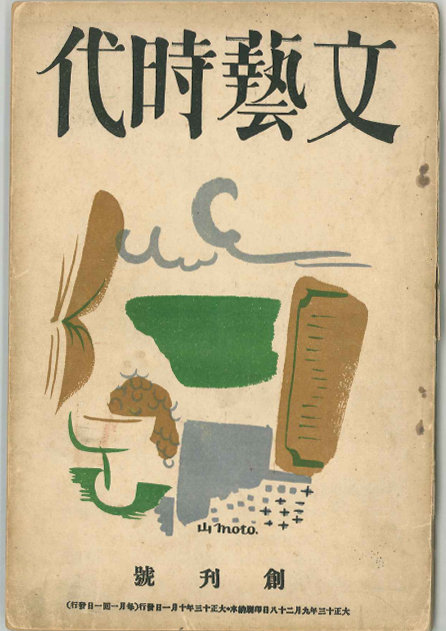
신감각파 작가들이 동인인 문예 잡지 『분게이지다이(文藝時代)』의 창간호(1924년).

본작은 일본의 문학가가 영화 제작에 직접적으로 관여한 선구적 사례의 하나이고, 새로운 예술을 생산하려는 문학가와 영화인의 협력의 결과가 드러난 작품이다. 본작으로 기누가사와 손을 잡고, 신감각파영화연맹을 결성한 『분게이지다이(文藝時代)』 동인인 요코미쓰 리이치, 가와바타 야스나리, 가타오카 뎃페이, 기시다 구니오 등 신감각파의 문학가는, 20세기 초반 유럽의 전위 예술 운동에 닿으면서, 종래의 일본 문학의 주류인 자연주의 문학에 반발하고, 의인법이나 비유 등을 많이 사용한 독자적인 문체로, 새로운 문학적 표현을 시험했다. 그런 신감각파의 문학 시험은, 유럽의 전위 영화 운동의 영향을 받으면서, 종래의 일본 영화 화법을 부정해 새로운 영화적 표현을 세우려고 한 본작의 시험과 일치했다.
1920년대의 일본에서는, 영화가 신흥 예술로 지식인들의 관심을 모으고 있었으나, 신감각파의 문학가들도 본작 이전부터 영화에 관심을 가지고 있었고, 신감각파의 문학과 영화는 하나로 되어있었다. 요코미쓰는 단편 소설 『파리(蠅)』(1923년)에서 몽타주 수법을 채택하는 등, 영화적 수법을 사용한 소설을 창작하고 있었다. 가와바타도 『당나귀에 탄 아내(驢馬に乗る妻)』(1925년) 등의 신감각파 시대의 소설로 영화적 기법을 의식한 표현을 시험했으나, 당시는 틈만 나면 영화를 볼 정도의 영화광이었다. 『분게이지다이』 동인의 사이에서는, 영상의 순수성을 추구하는 전위 영화의 방향성을 옹호하는 풍조가 있었고, 요코미쓰 등도 순수 영화나 절대 영화 등의 동향을 이해하고 있었다. 본작의 제작에 자극돼, 『분게이지다이』 1926년 10월호는 '특집 영화호'로 되고, 이나가키 다루호(稲垣足穂)나 스즈키 히코지로(鈴木彦次郎) 등 7명이 영화 시나리오 형식의 작품을 게재해 '시나리오는 문예 작품으로도 될 수 있다'라는 앙케이트 특집도 짜졌다.

### 신감각파 문학가의 제작 상의 공헌
신감각파영화연맹 결성의 호소인인 요코미쓰는, 병이 악화된 아내를 간병하기 위해, 영화 제작에 직접 종사하는 것을 할 수 없었으나, 연맹의 정신적 지주로 되는 존재였다. 요코미쓰가 본작의 창조 면에서 큰 공헌을 한 것은, 제목의 변경과 무자막으로의 상영을 제안한 것이다. 제목에 대해서는, 당초는 현재형인 『미치는 한 페이지(狂へる一頁)』였던 것을, 요코미쓰의 아이디어로 과거형인 『미친 한 페이지(狂つた一頁)』로 변경했다. 도에다는, '미친'이라는 과거형으로의 변경은, '과거의 잘못이 주인공과 그 가족의 인생의 톱니바퀴를 미치게 해버렸던 것을 암시'함과 동시에 '플래시백에 의해 되살아나는 과거의 기억이 기점으로 되는 것을 강조하는 효과도 있다'라고 지적했다.
무자막으로의 상영은, 순수 영화나 절대 영화의 동향을 감지하고 있던 요코미쓰가, 영상의 순수성의 추구를 노린 것으로 주장한 것이다. 도에다에 의하면, 요코미쓰는 '자막을 배제하는 것으로 영상의 순수성을 철저하게 하고 무성 영화 표현의 고유성을 중시하는 것이, 새로운 일본 영화의 실험에 있어서 필요'하다고 판단했다고 한다. 이러한 요코미쓰의 이념은, 신감각파영화연맹의 안에서도 공유되고, 본작이 무자막으로 상영되자, 『분게이지다이』 동인들의 의견으로 현재화하고, 신감각파의 한 사조를 형성했다. 예를 들면, 가와바타는 신감각파영화연맹이 '문예적인 영화'가 아닌 '영화적인 영화'를 지향한다고 표명했고, 가타오카는 '영화는 질릴 때까지 움직이는 그림과, 그것을 보는 감각의 사이에서만 만들어지는 상호 이해의 진행이 아니면 안 된다'라고 발언했다. 기누가사에 의하면, 요코미쓰뿐만이 아니라, 기시다도 무자막으로 하는 견해를 서술했다고 한다.
가와바타는 영화인과 공동으로 촬영 대본을 작성하고, 그것을 정리한 시나리오를 잡지 상에 발표하는 등, 본작의 제작에 밀접하게 관계됐다. 가와바타는 시나리오에서, 영상의 이미지를 어떤 식으로 언어화할지를 시험했다. 예를 들면, 초반부 신은 시나리오에서 '밤. 뇌병원의 지붕. 피뢰침. 호우. 번개.'라고 쓰고, 장면을 구성하는 최소한의 요소를 추출해, 그 단어만을 나열하는 수법을 잡는 것으로, 짧은 숏의 연속으로 영상의 리듬이 만들어지는 실제 영상을 언어화하고 있다. 또 '용인'의 아버지와 딸이라는 설정에서도 가와바타의 발안이라는 것을 쉽게 알아차릴 수 있는데, 이는 가와바타가 전 연인인 이토 하쓰요(伊藤初代)에게서 상기한 것으로 추정된다. 한편, 가와바타는 소설가로 시나리오에 이야기적인 요소를 넣었고, 특히 이야기의 결말을 중시해서, 용인의 딸과 청년의 결혼을 암시하는 해피 엔드를 썼다. 그러나, 이야기보다도 영상의 이미지를 중시한 기누가사는, 본편에서 이 신을 할애했다. 말에 의존하지 않는 순수한 영화를 지지하는 비평가는, 가와바타의 본작으로의 공헌을 부정하고, 이와사키도 가와바타에 의해서 본작으로 혼입된 문학적인 것이, 작품의 협잡물로 됐다고 비판했다.

### 그 뒤의 창작으로의 영향
요코미쓰는 본작에 있어서, 언어를 배제하는 것으로 영화 고유의 표현 형식을 추구했으나, 그것은 문자가 언어에 의한 예술이라는 인식을 강하게 하는 계기로 되었다. 요코미쓰는 본작의 제작에 관련된 것을 계기로, 문학의 형식주의를 주장하게 됐고, 영화의 표현에 접하는 새로운 문학적 표현을 시험했다. 그 구체적인 실천 예는 『상하이(上海)』(1928년-1931년)이나 『기계(機械)』(1930년) 등에서 볼 수 있으나, 특히 『기계』는 광기가 주제라는 점에서 본작과 공통된다고 도에다 히로카즈는 고찰다. 또 도에다는, 본작의 시사회의 시기와 집필 시기가 가까운 『봄은 마차에 타서(春は馬車に乗って)』(1926년)와, 그 연장선 상의 작품 『화원의 사상(花園の思想)』(1927년)에는, 세부 표현 등으로 본작과의 강한 관계성을 찾아내는 것이 가능하다고 보았다. 예를 들면, 『봄은 마차에 타서』의 안에서 반복해서 나오는 말 '감옥의 안' 혹은 '감옥의 안의 이론'은, 본작에서 빈번하게 나오는 '쇠창살'의 이미지를 연상시키고, 『화원의 사상』에서는 본작처럼 빛과 그림자의 효과를 특징으로 한 표현이 넣어졌다고 고찰했다.
가와바타는 본작의 촬영 장소에서의 실체험을 밑바탕으로, 단편 소설 『혼례와 장례(婚礼と葬礼)』(1926년)와 엽편소설집 『손바닥 소설(掌の小説)』의 『웃지 않는 남자(笑はぬ男)』(1928년)를 창작한. 『혼례와 장례』는, 본작의 클라이맥스인 용인의 환상 신에서 영구차와 혼례의 자동차가 다중 노출로 겹치는 영상에서 아이디어를 얻은 것으로, 본작과 동시 진행으로 집필했다고 추정된다. 『웃지 않는 남자』는 정신병원을 무대로 한 영화 제작에 종사하는 각본가를 주인공으로 한 작품으로, 그 내용은, 영화의 마지막 신에서 미치광이들에게 예술적인 웃음의 가면(노멘)을 씌우는 아이디어를 주인공이 제안하고 제작진에게 가면을 찾으러 가게 하고, 그 중 하나를 도쿄로 가지고 돌아간다는 것이나, 이는 가와바타 본인의 교토 촬영소에서 있던 사실 그대로이다. 거기서부터는 픽션을 섞은 이야기로 되고, 마지막은 가면의 아이디어를 그만두려고 생각한 주인공이 '가면 부분을 잘라 버리자'라고 전보를 치려고 하나, 단념하고 그 종이를 찢는 것으로 끝이나는 것으로, 미술(예술)과 가정을 모티브로 하고 있다.
본작에서의 각본 참가 경험은, 그 후의 가와바타 소설의 문체에도 영향을 줬다. 가와바타는 본작에서의 경험을 통해서, 이전보다 더욱이 영화 표현에서 영감을 받은 소설의 창작을 시험했고, 그 예로 『어두운 거리(浅草紅団)』(1934년)나 『수정환상(水晶幻想)』(1931년) 등으로 볼 수 있다고 도에다는 해설했다. 문학 연구자인 와다 히로후미(和田博文)에 의하면, 『어두운 거리』에는 영화의 카메라 워크를 생각나게 하는 묘사가 몇 번이고 등장하고, 그것은 뉴스 영화나 본작에서의 각본 집필의 경험으로부터 영향을 받은 것이라고 한다. 도에다도, 『어두운 거리』에는 카메라를 패닝하면서 롱 숏에서 촬영하듯이, 도쿄의 거리를 부감적으로 표현하는 등, 영화에서 배운 표현이 사용됐다고 지적했다. 또, 『수정환상』의 '수정환상. 파리환상. 추풍. 공. 해. 경.' 등, 당시의 가와바타의 소설에서 자주 보였던, 명사 단어의 단문을 나열하는 표현 방법은, 본작의 시나리오 초반부 신의 '밤. 뇌병원의 지붕. 피뢰침. 호우. 번개.'라는 표현과 유사한 것으로, 이에 도에다는 '시나리오 집필 경험이, 가와바타의 대표작 표현에 살려졌던 것을 충분히 엿보게 한다'라고 서술했다.

## 평가

### 첫 공개 시의 평가
본작은 흥행적으로 실패했지만, 영화 비평론가나 지식인들에게는 큰 기대와 주목을 기반으로 받아들여졌고, 그 전위성이나 고상한 예술성 등이 높게 평가됐다. 본작을 지지하는 평론가 대부분은 엘리트주의적 입장을 표방했고, 설령 일반 대중이 작품의 숭고함을 이해 못 했다고 해도, 그것은 작품의 책임이 아니라고 주장해, 세속에 아첨하지 않는 순수한 영화라는 것을 칭찬했다. 1926년도의 키네마 순보 베스트 텐(キネマ旬報ベスト・テン)의 일본 영화 베스트 텐에서는 4위로 선출됐다. 공개의 다음 해인 1927년(쇼와 2년) 5월에는 전간사이영화협회(全関西映画協会)로부터 1926년도의 우수 영화로 지정돼, 가와바타에게 메달과 상장이 주어졌다.
이와사키 아키라(岩崎昶)는 『키네마 순보(キネマ旬報)』에서, '일본에서 만들어진 최초의 영화다운 영화라고 나는 확신을 가지고 단언한다. 그리고 또, 일본에서 만들어진 최초의 세계적 영화다'라고 격찬했고, '〔기누가사가〕 그리고 있는 아름다움은, 결코 극적도 소설적도 회화적도 아닌, 좌우간 모든 기성 예술과 무관계(하다고 해도 좋은)한 아름다움이다. 영화적인 아름다움이다.'라고 평했다. 그런 한편, '그〔기누가사〕는 그저 인생의 한 조각에서 순영화적인 순간만을 그려내 그것을 스크린에 고착시켜 끝내는 것에 만족해야 한다. (중략) 한편 가와바타 씨의 스토리에 질질 끌려서 하나의 딜레마에 빠져서 끝났다. 여기에 엄밀히 생각하면 이 영화의 약점이 있다'라고 비판도 했다. 이와사키는 『에이가지다이(映画時代)』 1926년 8월호에 게재된 합평회에서도, 엘리트주의적 입장에서 본작을 이야기를 몰라도 좋은 전위적 작품으로 긍정적으로 평가했고, '나는 영화라고 하는 것은, 스토리의 문제가 아닌, 더 솔직한 것으로, 이제부터의 영화라고 하는 것은, 결코 관객들을 알게 하는 것이 아니라고 생각합니다'라고 서술했다.
『주쿄 키네마(中京キネマ)』의 도노시마 아오토(殿島蒼人)는 '보통의 영화극이 상식적인 것이라면, 이것은 상식 이상, 상식을 초월한 존재이다. (중략) 인정이나 이치를 정복한 감각 영화이다. 재밌다라던가, 심각하다라던가 그런 가치 기준에는 전혀 쓸모 없는, "영화" 그 자체인 것을 표현하려고 한 작품이다'라고 칭찬했고, 서양 영화와 비교해 '『칼리가리 박사의 밀실』보다 한 걸음 나아간 작품', '카메라 워크의 교묘함은 『마지막 웃음』에 필적하고 있다.'라고 서술했다. 해당 잡지의 가토 에이이치(加藤英一)는 '종해의 일본 영화와는, 본질적으로 그 가치를 대체되어야할 위치를 차지하고 있다.'라고 평했다. 『도쿄니치니치 신문』의 영화 평은, '종래의 소설적인 야담적인, 즉 설명적인 영화에 비해서 무섭게 고답적인 것이다'라고 서술했고, 종래의 언어적 요소에 의거하는 일본 영화와는 다르게, 언어에 크게 의지하지 않고 영상을 구성했다는 것을 높게 평가했다. 기쿠치 간도, '『미친 한 페이지』는 기분 좋게 잘 봤다. 일본 영화식의 싫은 점이, 없는 것만으로도 기뻤다.'라고 평했다.
후지모리 세이키치(藤森成吉)는 '가장 성공하고 있는 것은 촬영이다. 실로 좋은 느낌의 명암이다. 기술 부분에서는, 서양의 제1류 영화와 비교해 어떠한 손색도 없다고까지 생각됐다'라고, 본작의 명암의 효과를 지적해 높게 평가했다. 이시마키 료후(石巻良夫)도, 촬영이나 조명의 사용법에 대해서, '『미친 한 페이지』를 봐라, 그 영화적 가치는 촬영 기교 상에서만 결정된다고 해도 분명 과언이 아니다. (중략) 카메라를 설치한 위치나, 광선을 잡는 방법이 마지막 결정을 한다.'라고 평했다. 다나카 준이치로(田中純一郎)는 표현주의 영화적인 빛과 그림자를 강조한 조명은 '빛의 유희'라고 부르며 높게 평가했고, '『미친 한 페이지』 이것을 와야 할 영화의 본질적 여행길로의 가장 유력한 길 안내로 하는 것은, 너무 당연할 정도로 당연한 것은 아닌가'라고 서술했고, 본작에서 영화 예술의 장래성에 기대를 가졌다. 『주쿄 키네마』의 니와 마코토(丹羽信)도, '순수 영화나 절대 영화에서 만들어 낸 정진의 모습으로, 돈과 사업적 정신 외에 전혀 생각하고 있지 않은 당시 영화업자의 생각도 들지 않는, 예술적 본능에, 예술 지상에 매진한 정성, 귀한 것이다.'라고 서술해, 본작의 영화로의 신흥 예술적인 가능성에 높은 희망을 표명했다.
그런 한편, 무자막으로 인한 작품의 이해하기 어려움을 비판하는 사람도 적지 않았다. 『에이가지다이(映画時代)』의 합평회에서는, 변사의 설명을 동반하지 않은 시사를 본 7명의 비평가 중, 우치다 기미오(内田岐三雄)가 '뭔가 언뜻 보고 이해가 되지 않았습니다. 제 생각으로는, 그 사진은 꽤 관객에 대해서 친절하지 않은 것 같다고 생각한다라고 하는 것은, 어느 부분은 너무 손을 빼서 관객에게는 약간 줄거리가 파악되지 않고, 한편으로는 꽤 느릿느릿한 부분도 있고, 그것을 조금 통일해줬으면 했다'라고 비판했고, 후루카와 로파도 '타이틀이 없다고 하는 것은, 그 사진에는 해서는 안 된다.', '줄거리가 어느 것인지, 본줄거리가 아닌 것이 본줄거리처럼 보이거나, 그 부분이 앞으로 돌아오거나, 자막 없이로는 점점 이해가 가지 않게 된다.'라고 비판했다. 이시마키는, 작품이 너무 새로워서 형식적인 것에 빠져있던 것이, 본작의 단점이라고 지적했다. 또, 『주쿄 키네마』의 요시다 야스지(吉田保二)가, 자연주의적인 요소와 실험적인 요소가 섞여 있다고 지적하는 등, 이야기에 통일성이 없는 것을 비판하는 평론가도 있었다.
나오키 산주고(直木三十五)는 본작을 과잉 칭찬하는 비평가의 엘리트주의적 입장을 비난했고, '소수 사람들에게 "예술적"인 것을 헤아려 만족하고 있다면 "영화"보다도 "문학" 쪽이 훨씬 좋다'라고 서술했다. 또, 나오키는, 본작이 무자막에 의해 영화 이해를 곤란하게 하는 비이야기적인 작품임에도 불구하고, 변사의 설명에 의해 관객이 충분히 이해해버렸다는 것이 모순되고 있다고 비판했고, '무자막 영화에 반해, 도쿠가와 무세이(徳川夢声)가 설명을 한다는 틀린 것 같은, 맞는 것 같은 일을 어떻게 생각하는가? 아니, 이 묘한 현상에는 한 마디도 하는 팬이 없고 "무세이는 잘한다. 그 이해되지 않는 영화를 이해시켜준다"라고'라고 서술했다. 순수 영화적인 무자막 영화일 터인데, 이야기 이해를 위해서 변사의 설명에 의지하는 것이, 영화를 불순한 것으로 하고 있다는 문제점은, 이와사키도 '개개로 독립하면 놀랄 만큼 새로운 영화미에 충실해 있으나, 전체로 볼 때에는, 다량으로 이단자가 혼입해 갈피를 못 잡고 있다. (중략) (무자막이면서 설명 없이로는 알 수 없다는 것도 이 모순에서 기인하고 있다.)'라고 지적하는 외에, 우치다나 고가와도 의견을 내는 등, 많은 비평가들에게서 비판당했다.

### 후년의 평가
그 뒤, 본작은 뉴 사운드판의 공개를 거쳐 오늘날에 이르기까지, 일본의 아방가르드 영화의 선구적 작품으로 역사적으로 평가돼, 많은 영화사 연구자에 의해서, 세계 영화사의 기념비적 작품으로 인정된다. 사토 다다오(佐藤忠男)는 본작을 '일본 영화사에 한해서 중요한 한 페이지를 새긴 작품'이라고 부르고, 1910년대 말부터 순영화극 운동(純映画劇運動) 등을 통해 서서히 예술성을 획득하고 있던일본 영화가, 본작에 이르러서, '드디어, 당시 세계 영화의 최선두 레벨에 비견할 수 있게끔 되었다고 할 수 있다'라고 서술했다. 요모타 이누히코(四方田犬彦)는 본작이 '일본 영화사의 금자탑'일 뿐만 아니라 '일본 근대에 있어서 거품처럼 떠올라서는 사라져간 전위적 의지의, 최초의 승리 중 하나'라고 서술했다. 1989년에 『분게이슌주』가 영화를 좋아하는 저명인 370명의 투표를 기반으로 발표한 「대앙케이트에 의한 일본 영화 베스트 150(大アンケートによる日本映画ベスト150)」에서는 113위로 선출됐다.
본작은 일본 국외에서도 잘 알려져있는 작품으로, 국제적으로 높게 평가되고 있다. 1970년대에 뉴 사운드판이 공개됐을 때, 영국의 영화 잡지 『사이트 & 사운드』의 존 질레트(John Gillett)는 '그〔기누가사〕의 추상적 이미지 사용은 오히려 급진적이고, 혁신적이다'라고 평했고, 『옵저버』의 조지 멜리(George Melly)는 『칼리가리 박사의 밀실』이나 『전함 포템킨』 등의 고전적 작품과 비교하면서 본작을 소개했고, '기누가사 데이노스케는 아벨 강스, 세르게이 예이젠시테인과 함께 영화적 창조자의 판테온에 참석하게 될 것이다'라고 평했다. 『뉴욕 타임스』의 노라 세이어는, 1975년 뉴욕 공개 시에 '이 최면술적인 작품은, 50년 가까운 옛 영화임에도 불구하고, 현대적인 강렬함과 스마트함을 가지고 있다'라고 평했다.
포르투갈의 영화 감독인 파울루 호샤에 의하면, 1972년에 리스본에서 상영됐을 때에는, 국립 영화 학교의 학생들에게 열광적인 반응을 받았다고 했고, '『미친 한 페이지』와 같은 "새로운" 작품의 갑작스러운 등장은, 1920년대의 영화에 대해서 여태까지 가지고 있던 우리들의 낡은 개념을 전부 타파하고, 놀라움과 흥분을 일으켰다'라고 서술했다. 호샤는 본작에 대해서, '이 기적의 영화 안에 표현주의, 초현실주의, 미래주의라는, 그 시대의 제일 좋은 목소리를 듣는 것이 가능하다'라고 했고, '그 때문에, 이 『미친 한 페이지』는, 오늘날에도 놀라울 정도로 신선하고, 시대를 초월해, 영화 그 자체의 순수함을 가지고, 미래로의 영화 예술의 길을 과시한다'라고 서술했다.
그 후의 일본 국외의 영화 비평가의 반응으로는, 1985년에 『시카고 리더』의 조나단 로젠바움이, 작품의 표현주의적인 스타일이나 이미지, 광기의 묘사를 '놀랄 만큼 매력적'이라고 칭찬했고, 2016년에는 『Ozus' World Movie Reviews』의 데니스 슈워츠(Dennis Schwartz)가 본작에 'A' 평가를 내리고, '큰 감정적인 힘이 있고, 활기로 차면서도 불안하게 하는 작품'이라고 평했고, 2002년에는 『미드나이트 아이』의 재스퍼 샤프(Jasper Sharp)가 '『미친 한 페이지』는 당시 영화 제작자가 알고 있는 모든 영화 기술을 구사한, 놀라운 영상의 연속으로 당신을 압도한다. 오늘날에도 기누가사의영화는 데이지처럼 신선하게 보인다'라고 평했다. 동년에는 『타임 아웃』도 작품을 칭찬했고, '여태까지 본 것 중에서 가장 과격하고 도전적인 일본 영화 중 하나이다'라고 평했다. 2021년에는 『슬랜트 매거진』이 발표한 「사상 최고 호러 영화 베스트 100(The 100 Best Horror Movies of All Time)」에서 51위에 올랐다.
일본 국외의 영화사 연구에 있어서, 본작은 1920년대의 일본 영화 중에서 가장 빈번하게 논해진 작품이다. 요모타에 의하면, 본작에 대해서 언급한 문헌은, 관계자의 증언을 따로 하면, 일본어보다도 영어로 집필된 것이 많다고 한다. 미국의 일본 영화 연구자인 아론 제로는, 2008년에 본작을 상세하게 고찰한 연구서 『미친 한 페이지: 1920년대 일본의 영화와 현대성(A Page of Madness: Cinema and Modernity in 1920s Japan)』을 미시간 대학교에서 간행했다.

## 시나리오 수록 간행물
- 『키네마 순보 별책 일본 영화 대표 시나리오 전집 제2권(キネマ旬報別冊 日本映画代表シナリオ全集 第2巻)』(키네마 준포샤(キネマ旬報社), 1958년 3월)
- 『가와바타 야스나리 전집 제1권 이즈의 무희(川端康成全集 第1巻 伊豆の踊子)』(신초샤, 1959년 11월 30일)
- 『키네마 순보 별책 일본 영화 시나리오 고전 전집 제1권(キネマ旬報別冊 日本映画シナリオ古典全集 第1巻)』(키네마 준포샤(キネマ旬報社), 1965년 12월)
- 『가와바타 야스나리 전집 제1권 이즈의 무희(川端康成全集 第1巻 伊豆の踊子)』(신초샤, 1969년 5월 25일)
- 『기누가사 데이노스케 감독 2대 작품 미친 한 페이지/십자로(衣笠貞之助監督2大作品 狂った一頁/十字路)』（이와나미 홀(岩波ホール), 1975년 10월 10일)
- 『가와바타 야스나리 전집 제2권 소설 2(川端康成全集 第2巻 小説2)』(신초샤, 1980년 10월 20일)

## 같이 보기
- 모더니즘

## 주해
1. ↑  뉴 사운드판(1975년)의 본편 크레딧에서는 「원작자•가와바타(原作者・川端)」라고만 돼있고, 각본가의 이름은 크레딧돼있지 않다[19]. 이누즈카는 저서 『영화는 아지랑이와 같이(映画は陽炎の如く)』(2002년)에서, 기누가사가 후년에 영화 본편과 관련한 인쇄물에서 이누즈카와 사와다의 이름을 지우고, 가와바타를 원작자로 세워, 기누가사가 양립하려고 해, 흡사 『미친 한 페이지』를 가와바타와 기누가사만의 작품으로 발표했다고 비판하고 있다[22].
2. ↑  그 이야기는 '비바람이 거센 밤, 한 명의 노인이 사람이 없는 서커스 오두막을 방문하고, 좌중의 사람들과 노인과의 극적인 운명을 회상한다'는 신부터 시작할 예정이었다[31].
3. ↑  기시다의 『태엽의 장난(ゼンマイの戯れ)』은, 『가이조(改造)』 1926년 7월호에 게재돼[44], 1989년에 간행한 『기시다 구니오 전집 제1권(岸田國士全集 第1巻)』에도 수록됐다[45].
4. ↑  당초는 수도원을 무대로 해 『미치는 성(狂へる聖)』 『미치는 성지(狂へる聖地)』라는 타이틀로 구상됐다고 한다[11].
5. ↑  이누즈카는 『영화는 아지랑이와 같이(映画は陽炎の如く)』에서, 요코미쓰와 가타오카도 교토에서 시나리오 작성에 참가했다고 주장하고 있다[55][54]. 이것에 대해서 문학 연구자인 도에다 히로카즈(十重田裕一)는 요코미쓰가 교토로 향했다는 기록이 없고, 임시로 시나리오 작성에 참가했다고 해도, 아내의 간호를 하고 있었기에 장기 체재는 어렵다고 지적하고 있다[56]. 영화 평론가인 요모타 이누히코(四方田犬彦)는 요코미쓰가 아내의 간병으로 하야마를 벗어날 수 없었고, 교토행이 결행됐는가는 의문인 데다가, 이누즈카의 주장이 101세일 때에 한 것으로, 그 신빙성에 의문을 보이고 있다고 했다[57]. 고야노 아쓰시(小谷野敦)에 의하면, 요코미쓰나 가타오카도 참가했다는 이누즈카의 주장을 받아들이는 학자도 있으나, 꼭 이누즈카의 증언이 신용되는가라고는 할 수 없다고 한다[54].
6. ↑  이누즈카는 『영화는 아지랑이와 같이(映画は陽炎の如く)』에서, 『에이가지다이(映画時代)』에 게재된 가와바타의 명의의 시나리오는, 이누즈카가 작성한 내무성에 제출하기 위한 검열용 대본으로, 가와바타가 퇴고 가필을 더한 것이라고 주장하고 있다[59].
7. ↑  『키네마 순보 별책 일본 영화 시나리오 고전 제1권(キネマ旬報別冊 日本映画シナリオ古典全集 第1巻)』의 저자 표기는 '원작•가와바타, 각본•가와바타, 기누가사, 이누즈카, 사와다'로 돼있으나, 이와나미 홀의 팜플렛의 저자 표기는 '각본•가와바타, 각색•기누가사, 가와바타, 이누즈카, 사와다'로 돼있다[16][61].
8. ↑  각 개봉관에서의 병영 작품은, 무사시노관은 콜린 무어 주연의 『아이린』(1926년), 도쿄관과 고메이관(光明館)은 할버트 브레논(Herbert Brenon) 감독의 『노래와 춤추는 남자(영어판)』(1926년), 시바조노관은 프랭크 터틀(영어판)(Frank Tuttle) 감독의 『매니큐어 소녀(영어판)』(1925년), 교토 쇼치쿠자는 더글러스 페어뱅크스 주연의 『검은 해적』(1926년), 고베 키네마 클럽(神戸キネマ倶楽部)은 윌리엄 A 세이터(William A. Seiter) 감독의 『롤링 홈(영어판)』(1926년)이다[96][101][102]. 오사카 쇼치쿠자에서는 MGM 작품의 『미로의 여자(迷路の乙女)』(1924년) 쇼치쿠 악극부(松竹楽劇部)에 의한 실연 『파랑새』를 같은 프로그램으로 넣어서 흥행시켰다[101].
9. ↑  문학의 영화계와의 교류는, 본작 이전에도, 1920년에 다이쇼 가쓰에이(大正活映)에 참가해 『아마추어 클럽(アマチュア倶楽部)』 등의 각본을 담당한 다니자키 준이치로나, 연합영화예술가협회(聯合映画芸術家協会)에 참가한 나오키 산주고(直木三十五) 등의 예가 있다[34][192].
10. ↑  시나리오에서는, 결말은 '청년의 밝은 서양식 방. 아무도 없다. 그 방의 아름다운 꽃다발이, 딸과 청년의 내일의 결혼을 이야기하고 있다.'라고 돼있다[16].

## 출전
1. 1 2  “발굴된 영화들 2022(発掘された映画たち2022)”. 일본 국립 영화 아카이브(国立映画アーカイブ). 2022년 7월 1일에 원본 문서에서 보존된 문서. 2022년 7월 13일에 확인함.
2. 1 2 3 4  이시다 히토시(石田仁志) (2020년 3월). 〈무성 영화 '미친 한 페이지' 상영회(無声映画「狂つた一頁」上映会)〉. 요코미쓰 리이치 연구(横光利一研究) (보고서) (일본어). 요코미쓰 리이치 문학회(横光利一文学会). 103-104쪽. doi:10.20822/yokomitsuriichi.2020.18_103.
3. 1 2 3 4 5  이타가키 2011, 49쪽.
4. ↑  제로 1998, 표제
5. 1 2 3 4 5  구리쓰보 요시키(栗坪良樹) 「작가 안내-가와바타 야스나리(作家案内―川端康成)」(거리 마쓰리 1996, 290–303쪽)
6. 1 2 3 4  이시카와 다쿠미(石川巧) 「미친 한 페이지(狂つた一頁)」(사전 1998, 130–131쪽)
7. 1 2   「후기(あとがき)」 (『가와바타 야스나리 전집 제5권 무지개(川端康成全集第5巻 虹)』신초샤, 1949년 3월). 독영자명 1970, 125–127쪽에 수록
8. 1 2 3 4 5 6 7  요미우리 신문 문화부 1969, 81쪽.
9. ↑  도에다 1999a, 37-38쪽.
10. 1 2 3  와다 히로후미(和田博文) 「도쿄―아사쿠사의 도시 공간 『어둠의 거리』의 미완성(東京―浅草の都市空間 『浅草紅団』の未完性)」 (가와바타 야스나리 스터디즈 2016, 84–95쪽)
11. 1 2 3 4  시무라 미요코(志村三代子) 「가와바타 야스나리 원작 영화 사전 1 『미친 한 페이지』(川端康成原作映画事典 1『狂った一頁』)」 (가와바타 야스나리 스터디즈 2016, 227–228쪽）
12. 1 2 3 4  제로 1998, 73쪽.
13. 1 2 3  요모타 2016, 211–212쪽.
14. ↑  데니스 1982, 126쪽
15. ↑  요모타 2016, 204–206, 220–254쪽.
16. 1 2 3 4  「시나리오 『미친 한 페이지』 (シナリオ『狂った一頁』)」 (이와나미 홀 1975, 30–33쪽)
17. 1 2 3 4 5  「작품 소개 『미친 한 페이지』(作品紹介『狂った一頁』)」 (이와나미 홀 1975, 2쪽)
18. 1 2 3 4  사토 1986, 30쪽.
19. 1 2 3 4 5 6 7 8 9 10  기누가사 데이노스케(감독) (1975). 《미친 한 페이지 뉴 사운드판(狂つた一頁 ニュー・サウンド版)》 (영화).
20. 1 2  기누가사 1977, 66–67쪽.
21. ↑  “미친 한 페이지(狂った一頁)”. 《소장 영화 필름 검색 시스템(所蔵映画フィルム検索システム)》. 일본 국립 영화 아카이브(国立映画アーカイブ). 2022년 7월 12일에 확인함.
22. ↑  이누즈카 2002, 102쪽.
23. ↑  사토 1986, 28쪽.
24. 1 2 3 4 5 6  기누가사 데이노스케 「『미친 한 페이지』 전말(『狂った一頁』始末)」(이와나미 홀 1975, 8–9쪽)
25. ↑  스즈키 2001, 75쪽; 요모타 2016, 192쪽.
26. ↑  기누가사 1977, 59쪽.
27. ↑  기누가사 1977, 52쪽.
28. 1 2  가노 1986, 97쪽.
29. ↑  기누가사 1977, 73쪽.
30. ↑  기누가사 1977, 60쪽.
31. 1 2  기누가사 1977, 61쪽.
32. 1 2 3 4 5 6  도에다 1999a, 34쪽.
33. 1 2 3  요모타 2016, 194–195쪽.
34. 1 2 3 4 5  도에다 2011, 11쪽.
35. ↑  요미우리 신문 문화부 1969, 79쪽.
36. ↑  요미우리 신문 문화부 1969, 79–80쪽.
37. 1 2 3  요미우리 신문 문화부 1969, 80쪽; 상세 연보 2016, 87쪽.
38. 1 2   도에다 히로카즈(十重田裕一) '신감각파영화연맹(新感覚派映画聯盟)' (세계 영화 대사전 2008, 426쪽)
39. 1 2  스즈키 2001, 84쪽.
40. 1 2 3 4 5  요모타 2016, 197쪽.
41. 1 2  가와바타 야스나리 '신감각파영화연맹에 대해서(新感覚派映画聯盟に就て)' (『요미우리 신문』 1926년 4월 27일·28일·30일). 이와나미 홀 1975, 42–43쪽에 수록
42. 1 2 3 4  기누가사 1977, 62–63쪽.
43. 1 2  고야노 2013, 172쪽.
44. ↑  쇼와여자대학 근대문학연구실(昭和女子大学近代文学研究室) (1956). 《근대 문학 연구 총서(近代文学研究叢書)》 75. 쇼와여자대학 근대문화연구소(昭和女子大学近代文化研究所). 114쪽.
45. ↑  《기시다 구니오 전집 제1권 희곡 1(岸田國士全集 第1巻 戯曲1)》. 이와나미 서점. 1989년 11월. 261-318쪽. ISBN 978-4000915311.
46. 1 2 3  기누가사 1977, 63–65쪽.
47. 1 2  스즈키 2001, 84–85쪽.
48. 1 2 3  기누가사 1977, 71쪽.
49. 1 2  가와바타 2010, 37쪽.
50. 1 2  도에다 1999b, 253쪽.
51. 1 2 3 4 5 6 7  가와바타 야스나리 「『미친 한 페이지』 촬영 일기(『狂った一頁』撮影日記)」 (『주간 아사히』 1926년 5월 30일호〈제9권 제24호〉). 평론 5 1982, 18–24쪽, 이와나미 홀 1975, 43–44쪽에 수록
52. 1 2 3  도에다 1999b, 254쪽.
53. ↑  가와바타 2010, 35쪽.
54. 1 2 3 4  고야노 2013, 173쪽.
55. ↑  이누즈카 2002, 88쪽.
56. 1 2  도에다 2011, 34쪽.
57. 1 2 3  요모타 2016, 214쪽.
58. 1 2 3  「해제――미친 한 페이지(解題――狂つた一頁)」 (전집 2 1980, 593–594쪽)
59. ↑  이누즈카 2002, 101쪽.
60. 1 2  고야노 2013, 174쪽.
61. 1 2  나카타니 마사나오(中谷正尚) (1995년 9월). “기누가사 자료 정리 여담 일본 영화사를 말하는 감독의 일차 자료(衣笠資料整理余話 日本映画史を語る監督の一次資料)”. 《방송 연구와 조사(放送研究と調査)》 (일본방송출판협회(日本放送出版協会)) 45 (9): 47.
62. ↑  가와바타 야스나리 「미친 한 페이지」（전집 2 1980, 385–418쪽）
63. 1 2  기누가사 1977, 68쪽.
64. 1 2 3  가노 1986, 99쪽.
65. ↑  후쿠시마 2018, 94쪽.
66. ↑  와타나베 2014, 197쪽.
67. ↑  기누가사 1977, 68–69쪽.
68. ↑  기누가사 1977, 53–54쪽.
69. 1 2  요모타 2016, 198–199쪽.
70. 1 2  기누가사 1977, 67쪽.
71. ↑  이누즈카 2002, 86–88쪽.
72. 1 2  상세 연보 2016, 88쪽.
73. ↑  기누가사 1977, 67–68쪽; 요모타 2016, 197–198쪽.
74. 1 2 3  요모타 2016, 198쪽.
75. 1 2 3  가와바타 야스나리 「『미친 한 페이지』 촬영 여담(『狂つた一頁』撮影余談)」 (『극과 영화(劇と映画)』 1926년 8월호). 노즈에 1997, 180–184쪽에 게재
76. 1 2 3  기누가사 1977, 70쪽.
77. 1 2  기누가사 1977, 69쪽.
78. ↑  기누가사 1977, 74쪽.
79. 1 2  기누가사 1977, 75쪽.
80. ↑  스즈키 2001, 87쪽.
81. ↑  기누가사 1977, 76쪽; 요모타 2016, 200쪽.
82. ↑  와타나베 2014, 198쪽.
83. 1 2  노즈에 1997, 180, 185쪽.
84. 1 2  「웃지 않는 남자(笑はぬ男)」 (손바닥 소설 2011, 311–317쪽)
85. ↑  「후기(あとがき)」 (『가와바타 야스나리 전집 제11권 손바닥 소설(川端康成全集第11巻 掌の小説)』 신초샤, 1950년 8월). 독영자명 1970, 207–208쪽에 수록
86. 1 2  도에다 2011, 35쪽.
87. 1 2 3 4 5 6  도에다 1999a, 35쪽.
88. 1 2 3 4 5 6  가노 1986, 101쪽.
89. 1 2  도에다 2011, 16쪽.
90. 1 2 3 4 5  요모타 2016, 202쪽.
91. ↑  이누즈카 2002, 97쪽.
92. 1 2 3 4 5 6 7  이와사키 아키라(岩崎昶) 「기누가사 데이노스케의 청춘(衣笠貞之助の青春)」 (이와나미 홀 1975, 4–7쪽)
93. 1 2 3 4  스즈키 2001, 88쪽.
94. ↑  일본 영화 사업 총람 1927, 314–315쪽.
95. ↑  이와사키 아키라(岩崎昶) (1980년 9월). 《영화가 젊었을 때 메이지·다이쇼·쇼와 삼대의 기억(映画が若かったとき 明治・大正・昭和三代の記憶)》. 헤이본샤(平凡社). 383–384쪽. ISBN 978-4582282030.
96. 1 2 3 4  요모타 2016, 203쪽.
97. 1 2 3  제로 1998, 67쪽.
98. ↑  상세 연보 2016, 91쪽.
99. ↑  《연극학(演劇學)》. 와세다대학 문학부 연극 연구실(早稲田大学文学部演劇研究室). 1977. 76쪽.
100. ↑  일본 영화 사업 총람 1927, 336, 346, 351쪽.
101. 1 2 3  제로 1998, 67, 79쪽.
102. ↑  일본 영화 사업 총람 1927, 335–336, 341, 346, 351쪽.
103. 1 2  스즈키 2001, 88–89쪽.
104. ↑  미야오 2019, 121쪽.
105. 1 2  기누가사 1977, 84쪽.
106. 1 2  이누즈카 2002, 99–100쪽.
107. 1 2 3 4  스즈키 2001, 89쪽.
108. 1 2 3  요모타 2016, 275쪽.
109. ↑  기누가 1977, 91–92쪽.
110. ↑  에도가와 란포 (2006년 1월). 《에도가와 란포 전집 제28권 탐정 소설 40년 (상)(江戸川乱歩全集 第28巻 探偵小説四十年(上))》. 고분샤 문고(光文社文庫). 고분샤(光文社). 247, 250-251쪽. ISBN 978-4334740092.
111. ↑  에도가와 란포 (2005년 10월). 《에도가와 란포 전집 제24권 악인 지원(江戸川乱歩全集 第24巻 悪人志願)》. 고분샤 문고(光文社文庫). 고분샤(光文社). 206–207쪽. ISBN 978-4334739621.
112. 1 2  제로 1998, 74쪽.
113. 1 2 3  오쿠보 2016, 21쪽.
114. 1 2  요모타 2016, 188쪽.
115. ↑  기누가사 1977, 81쪽.
116. ↑  이타가키 2011, 49–50쪽.
117. ↑  이타가키 2011, 49–50, 56쪽.
118. 1 2  가노 1986, 95쪽.
119. 1 2  다카노 에쓰코(高野悦子), 편집. (2004년 5월). 《에키프 드 시네마의 30년(エキプ・ド・シネマの三十年)》. 고단샤. 12–13, 84쪽. ISBN 978-4062124096.
120. ↑  다카노 에쓰코 (2013년 2월). 《이와나미 홀과 〈영화의 동료〉(岩波ホールと〈映画の仲間〉)》. 이와나미 서점. 권말 8쪽. ISBN 978-4000221986.
121. 1 2 3 4 5  유미 고버스(ユミ・ゴヴァース) 「해외에서의 『미친 한 페이지』(海外での『狂った一頁』)」 (이와나미 홀 1975, 23쪽)
122. ↑  《영화 잡지: 영화 시즌 75(La Revue du Cinéma : La Saison cinématographique 75)》. UFOLEIS. 1975년 10월. 375쪽.
123. 1 2 3  파울루 호샤 「포르투갈에서의 기누가사 데이노스케 선생(ポルトガルでの衣笠貞之助先生)」 (이와나미 홀 1975, 25쪽)
124. 1 2 3 4  요모타 2016, 218–219쪽.
125. ↑  “제63회 FIAF 도쿄 회의 2007 개최 기념 특별 상영 『미친 한 페이지』 with 다카하시 유지(第63回FIAF東京会議2007開催記念特別上映 『狂った一頁』with高橋悠治)”. 《art commons》. 2022년 7월 23일에 확인함.[깨진 링크(과거 내용 찾기)]
126. 1 2  요모타 2016, 189쪽.
127. ↑  “요코미쓰 리이치전 실행위원회 주최 '신세기의 요코미쓰 리이치'(横光利一展実行委員会主催「新世紀の横光利一」)”. 《일본 근대문학관(日本近代文学館)》. 2022년 8월 14일에 확인함.
128. ↑  “뮤지컬 이벤트 / 특별 뮤지컬 발표(Eventi Musicali / Special Musical Presentations)”. 《제20회 포르데노네 무성 영화제(20th Pordenone Silent Film Festival)》. 2022년 7월 23일에 확인함.
129. ↑  “이벤트(Événements)”. 《2017 레트랑쥬 페스티벌(2017 L'Étrange Festival)》. 2022년 8월 14일에 확인함.
130. ↑  Galassi, Madeline (2018년 4월 23일). “에버트 페스 2018: 미친 한 페이지에서 내가 배운 아홉 가지(Ebertfest 2018: Nine Things I Learned About A Page of Madness)”. 《RogerEbert.com》. 2022년 8월 14일에 확인함.
131. ↑  “미친 한 페이지×두뇌경찰(狂った一頁×頭脳警察)”. 《두뇌경찰 오피셜 사이트(頭脳警察オフィシャルサイト)》. 데이치쿠 엔터테인먼트(テイチクエンタテインメント). 2022년 8월 14일에 확인함.
132. 1 2  “두뇌경찰 / '미친 한 페이지×두뇌경찰' ~a page of madness×ZK Live at The Doors 2010.3.20~(頭脳警察 / 「狂った一頁×頭脳警察」～a page of madness×ZK Live at The Doors 2010.3.20～)”. 《CDJournal》. 2022년 8월 14일에 확인함.
133. ↑  “두뇌경찰 전대미문의 틀 파괴 라이브가 드디어 첫 CD화!(頭脳警察　前代未聞の型破りライブが遂に初CD化！)”. 《여성 자신(女性自身)》. 2012년 12월 5일. 2022년 8월 14일에 확인함.
134. ↑  Gerow, Aaron (2018년 2월 11일). “드디어, 미친 한 페이지의 DVD(Blu-ray)가 나오다(Finally, a DVD (Actually a Blu-ray) of A Page of Madness Is Out)”. 《Tangemania》. 2022년 7월 23일에 확인함.
135. ↑  “미친 한 페이지 & 소년의 초상화 (Blu-ray)(A Page of Madness & Portrait of a Young Man (Blu-Ray))”. 《Flicker Alley》. 2022년 7월 23일에 확인함.
136. ↑  “미친 한 페이지(Une page folle)”. catalogue.bnf.fr. 2022년 7월 14일에 원본 문서에서 보존된 문서. 2022년 7월 23일에 확인함.
137. ↑  “영화 복원의 스페셜리스트들 【국립 영화 아카이브 칼럼】(映画復元のスペシャリストたち【国立映画アーカイブコラム】)”. 《영화.com(映画.com)》. 2022년 5월 18일. 2022년 8월 14일에 확인함.
138. 1 2  요모타 2016, 266–270쪽.
139. 1 2 3 4  요모타 2016, 226, 261쪽.
140. 1 2 3 4  후쿠시마 2018, 107쪽.
141. ↑  미나구치 2004, 115–117쪽.
142. 1 2  오쿠보 2016, 23쪽.
143. ↑  요모타 2016, 236, 243, 274쪽.
144. 1 2 3 4 5 6 7  사토 1996, 57쪽.
145. ↑  미나구치 2004, 117쪽.
146. 1 2 3 4 5  도에다 1999a, 37쪽.
147. ↑  기누가사 1977, 77쪽.
148. ↑  미나구치 2004, 116쪽.
149. ↑  요모타 2016, 271쪽.
150. ↑  요모타 2016, 256–257쪽.
151. ↑  요모타 이누히코(四方田犬彦) (2014년 8월). 《일본 영화사 110년(日本映画史110年)》 증보 개정판. 슈에이샤. 73쪽. ISBN 978-4087207521.
152. 1 2 3 4 5 6  다케다 기요시(武田潔) 「전위 영화(前衛映画)」 (세계 영화 대사전 2008, 465–466쪽)
153. ↑  지바 센이치(千葉宣一) (1969년 3월). 〈가와바타 야스나리와 모더니즘(川端康成とモダーニズム)〉. 《가와바타 야스나리 작품 연구(川端康成作品研究)》. 근대 문학 연구 쌍서(近代文学研究双書). 야기 서점(八木書店). 468–492쪽.
154. ↑  사토 1986, 31쪽.
155. ↑  사토 1986, 30–31쪽.
156. 1 2 3 4  제로 1998, 66쪽.
157. 1 2 3 4 5  도에다 2011, 9쪽.
158. 1 2 3 4  오쿠보 2016, 22쪽.
159. 1 2  기누가사 1977, 78쪽.
160. 1 2 3  요모타 2016, 215쪽.
161. 1 2  아론 제로(영어판) 「가와바타와 영화 '문학적'과 '영화적'의 근대(川端と映画 「文学的」と「映画的」の近代)」 (가와바타 야스나리 스터디즈 2016, 64–71쪽)
162. 1 2 3 4  사토 1996, 54쪽.
163. ↑  이와모토 겐지(岩本憲児) 「순수 영화(純粋映画)」 (세계 영화 대사전 2008, 417쪽)
164. ↑  사토 1996, 54–56쪽.
165. ↑  요모 2016, 241쪽.
166. ↑  福嶋 2018, 107쪽.
167. ↑  후쿠시마 2018, 106–107쪽.
168. 1 2 3  도에다 2011, 11–12쪽.
169. ↑  제로 1998, 66, 75쪽; 요모타 2016, 210–211쪽.
170. ↑  사토 1996, 56–57쪽.
171. ↑  오쿠무라 마사루(奥村賢) 「표현주의 영화(表現主義映画)」 (세계 영화 대사전 2008, 707–708쪽)
172. ↑  요모타 2016, 282–283쪽.
173. ↑  사토 1996, 56쪽.
174. 1 2 3  야마모토 1983, 139쪽.
175. 1 2 3  야마모토 1983, 140쪽.
176. ↑  요모타 2016, 269–270쪽.
177. 1 2 3  도에다 1999a, 38쪽.
178. ↑  요모타 2016, 228쪽.
179. 1 2 3 4 5  요모타 2016, 259–261쪽.
180. ↑  야마모토 1983, 145–146, 164쪽.
181. ↑  데이비드 보드웰(David Jay Bordwell); 크리스틴 톰슨(Kristin Thompson) (2007년 9월). 《필름 아트 영화 예술 입문(フィルム・アート 映画芸術入門)》. 번역 후지키 히데아키(藤木秀朗) 외. 나고야 대학 출판회(名古屋大学出版会). 452–453쪽. ISBN 978-4815805678.
182. ↑  안드레아 그뢰네마이어(Andrea Gronemeyer) (2004년 5월). 《월드 시네마 히스토리(ワールド・シネマ・ヒストリー)》. 번역 도요하라 마사토모(豊原正智); 이누부세 마사카즈(犬伏雅一); 오하시 마사루(大橋勝). 고요 쇼보(晃洋書房). 54–55쪽. ISBN 978-4771015241.
183. ↑  야마모토 1983, 144–175쪽.
184. ↑  야마모토 1983, 174쪽.
185. ↑  요모타 2016, 220쪽.
186. ↑  야마모토 1983, 148쪽.
187. 1 2  도에다 2011, 8쪽.
188. ↑  요모타 2016, 220–221, 240, 252, 254쪽.
189. ↑  요모타 2016, 259쪽.
190. ↑  기무라 요코(木村陽子) (2016년 3월). “표현자가 본 리터러리 어댑테이션과 그 재귀적 영향―극작가·마쓰이 슈의 '연극'과 '소설'(表現者から見たリテラリー・アダプテーションとその再帰的影響―劇作家・松井周の「演劇」と「小説」)”. 《하쿠오 대학 논집(白鷗大学論集)》 (하쿠오 대학(白鷗大学)) 30 (2): 83–105. NAID 110010041501.
191. ↑  도에다 히로카즈(十重田裕一) 「문학과 영화(文学と映画)」 (세계 영화 대사전 2008, 773–774쪽)
192. ↑  사토 1986, 29–30쪽.
193. 1 2  요모타 2016, 193쪽.
194. ↑  “신감각파(新感覚派)”. 《고토뱅크(コトバンク)》. 2022년 8월 6일에 확인함.
195. ↑  사 1986, 29–30쪽.
196. ↑  앨범 가와바타 1984, 20–21쪽
197. ↑  도에다 1999a, 43쪽.
198. ↑  도에다 1999b, 252–253쪽.
199. 1 2 3  도에다 2011, 12쪽.
200. ↑  도에다 2011, 17쪽.
201. ↑  도에다 1999a, 36쪽.
202. ↑  가타오카 뎃페이(片岡鉄兵) 「『미친 한 페이지』에 대해서(『狂るつた一頁』に就て)」 (『연극·영화(演劇・映画)』 1926년 7월호). 도에다 1999a, 36쪽에서 발췌
203. ↑  도에다 1999a, 44쪽.
204. 1 2  도에다 2011, 13쪽.
205. ↑  도에다 1999b, 254–255쪽.
206. 1 2  제로 1998, 69쪽.
207. ↑  요모타 2016, 210쪽.
208. 1 2 3  이와사키 아키라(岩崎秋良(昶)) 「『미친 한 페이지』(『狂つた一頁』)」 (『키네마 순보(キネマ旬報)』 1926년 10월 21일). 제로 1998, 68–69쪽, 요모타 2016, 209쪽, 이와나미 홀 1975, 6–7쪽에서 발췌
209. 1 2  도에다 2011, 19–22쪽.
210. 1 2  노즈에 1997, 186–187쪽.
211. ↑  요미우리 신문 문화부 1969, 81–82쪽.
212. 1 2  「웃지 않는 남자(笑はぬ男)」 (사전 1998, 388쪽)
213. ↑  도에다 2011, 18–19, 22–23쪽.
214. ↑  도에다 2011, 23–24쪽.
215. ↑  도에다 2011, 25쪽.
216. 1 2 3 4  요모타 2016, 206–208쪽.
217. 1 2  제로 1998, 71쪽.
218. ↑  《키네마 순보 베스트 텐 85회 전사 1924-2011(キネマ旬報ベスト・テン85回全史 1924-2011)》. 키네마 순보 무크(キネマ旬報ムック). 키네마 준포샤(キネマ旬報社). 2012년 5월. 10쪽. ISBN 978-4873767550.
219. ↑  상세 연보 2016, 97쪽.
220. ↑  제로 1998, 70–71쪽.
221. 1 2  「『미친 한 페이지』 합평회 속기록(『狂つた一頁』合評会速記録)」 (『에이가지다이(映画時代)』 1926년 8월호). 이와사키, 우치다(内田), 고가와(古川)의 발언은 제로 1998, 70, 73쪽와 요모타 2016, 208–209쪽에서 발췌
222. ↑  도노시마 아오토(殿島蒼人) 「『미친 한 페이지』, 그 외(『狂つた一頁』、その他)」 (『주쿄 키네마(中京キネマ)』 1926년 8월호). 제로 1998, 66, 70쪽에서 발췌
223. ↑  가토 에이이치(加藤英一) 「영화적인 『미친 한 페이지』(映画的な『狂つた一頁』)」 (『주쿄 키네마(中京キネマ)』 1926년 9월호). 제로 1998, 69쪽에서 발췌
224. ↑  「신감각의 영화 『미친 한 페이지』 인상 잡기(新感覚の映画『狂った一頁』印象雑記)」 (『도쿄니치니치 신문』 1926년 7월 3일). 제로 1998, 69쪽에서 발췌
225. ↑  기쿠치 간 「영화계 시사(映画界時事)」 (『에이가지다이(映画時代)』 1926년 8월호). 제로 1998, 69쪽에서 발췌
226. ↑  후지모리 세이키치(藤森成吉) 「『미친 한 페이지』를 보다(『狂つた一頁』を観る)」 (『에이가지다이(映画時代)』 1926년 9월호). 도에다 1999a, 44쪽에서 발췌
227. ↑  미야오 2019, 120–121쪽.
228. ↑  다나카 준이치로(田中純一郎) 「표현주의의 영화 『미친 한 페이지』를 보다(表現主義の映画『狂つた一頁』を観る)」 (『호치 신문(報知新聞)』 1926년 6월 23일). 도에다 1999a, 39쪽와 미야오 2019, 120쪽에서 발췌
229. 1 2  제로 1998, 66–67쪽.
230. ↑  니와 마코토(丹羽信) 「『미친 한 페이지』를 보다(『狂つた一頁』を見る)」 (『주쿄 키네마(中京キネマ)』 1926년 8월호). 제로 1998, 66쪽에서 발췌
231. 1 2  제로 1998, 71, 73쪽.
232. ↑  제로 1998, 71–72쪽; 요모타 2016, 234쪽.
233. ↑  나오키 산주고(直木三十五) 「반감을 살 수 있는 수항(反感を買ふべき数項)」 (『에이가지다이(映画時代)』 1926년 8월호). 제로 1998, 71쪽에서 발췌
234. ↑  나오키 산주고(直木三十五) 「신편 영화계 뒷이야기 그 3(新篇映画界泥話 その三)」 (『에이가지다이(映画時代)』 1926년 11월호). 제로 1998, 73쪽에서 발췌
235. ↑  요모타 2016, 291쪽.
236. ↑  사토 1996, 53쪽.
237. ↑  분게이슌주, 편집. (1989년 6월). 《대앙케이트에 의한 일본 영화 베스트 150(大アンケートによる日本映画ベスト150)》. 분슌 문고(文春文庫). 분게이슌주. 231쪽. ISBN 978-4168116094.
238. ↑  도에다 2011, 10쪽.
239. ↑  야마모토 1983, 138–139쪽.
240. ↑  Sayre, Nora (1975년 2월 4일). “필름: '미친 한 페이지'(Film: ‘Page of Madness’)”. 《The New York Times》. 2022년 8월 9일에 확인함.
241. ↑  Rosenbaum, Johnathan (1985년 10월 26일). “미친 한 페이지(A Page of Madness)”. 《ChicagoReader.com》. 2015년 10월 14일에 원본 문서에서 보존된 문서. 2022년 8월 9일에 확인함.
242. ↑  Schwartz, Dennis. “미친 한 페이지(Kurutta Ippeiji)”. 《Dennis Schwartz Reviews》. 2022년 8월 9일에 확인함.
243. ↑  Sharp, Jasper (2002년 5월 7일). “미드나이트 아이 특집: 미친 한 페이지(Midnight Eye feature: A Page of Madness)”. 《Midnight Eye》. 2022년 8월 9일에 확인함.
244. ↑  “미친 한 페이지(A Page of Madness)”. Time Out. 2012년 9월 10일. 2020년 6월 6일에 확인함.
245. ↑  Slant Staff (2021년 10월 26일). “사상 최고 호러 영화 베스트 100(The 100 Best Horror Movies of All Time)”. Slant Magazine.
246. 1 2  요모타 2016, 255쪽.
247. ↑  “아론 제로의 일본 영화 페이지(Aaron Gerow's Japanese Film Page)”. 《Tangemania》. 2022년 8월 9일에 확인함.

## 참고 문헌
- 이타가키 후미아키(板垣史明) (2011년 3월). “일본 영화의 발성 영화 초기의 화면 비율(日本映画におけるトーキー初期の画面比率)”. 《도쿄 국립근대미술관 연구 기요(東京国立近代美術館研究紀要)》 (도쿄 국립근대미술관) (15): 47–59. NAID 120006718898.
- 이누즈카 미노리(犬塚稔) (2002년 1월). 《영화는 아지랑이와 같이(映画は陽炎の如く)》. 소시샤(草思社). ISBN 978-4-7942-1104-0.
- 이마무라 쇼헤이, 사토 다다오(佐藤忠男), 신도 가네토, 쓰루미 슌스케(鶴見俊輔), 야마다 요지, 편집. (1986년 1월). 《강좌 일본 영화 2 무성 영화의 완성(講座日本映画2 無声映画の完成)》. 이와나미 서점. ISBN 978-4-0001-0252-0.
  - 사토 다다오(佐藤忠男). 〈영상 표현의 확립 [일본 영화사 2](映像表現の確立 [日本映画史2])〉. 《강좌 일본 영화 2 무성 영화의 완성(講座日本映画2 無声映画の完成)》. 2–61쪽.
  - 가노 류이치(加納竜一). 〈기누가사 데이노스케와 그 주변(衣笠貞之助とその周辺)〉. 《강좌 일본 영화 2 무성 영화의 완성(講座日本映画2 無声映画の完成)》. 94–115쪽.
- 오쿠보 미카(大久保美花) (2016년 2월). “신감각파의 ＜영화＞의 의의 가와바타 야스나리와 영화 『미친 한 페이지』와의 관계를 축으로(新感覚派における＜映画＞の意義 川端康成と映画『狂った一頁』との関わりを軸に)”. 《정보 커뮤니케이션 연구 논집(情報コミュニケーション研究論集)》 (메이지 대학) 11: 19–29. hdl:10291/18190. NAID 120005844966.
- 가와바타 가즈나리(川畑和成) (2010년 6월). “영화 '미친 한 페이지'의 '촬영 대본'과 '시나리오'의 비교 및 '촬영 대본'의 번각(映画「狂つた一頁」の「撮影台本」と「シナリオ」の比較および「撮影台本」の翻刻)”. 《가와바타 문학으로의 시야(川端文学への視界)》 (가와바타 야스나리 학회(川端康成学会)) (25): 35–52. ISBN 978-4-8778-6780-5.
- 가와바타 야스나리 (1970년 10월), 《가와바타 야스나리 전집 제14권 독영자명·속 낙화유수(川端康成全集第14巻 独影自命・続落花流水)》, 신초샤
- 가와바타 야스나리 (1980년 10월). 《가와바타 야스나리 전집 제2권 소설 2(川端康成全集 第2巻 小説2)》. 신초샤. ISBN 978-4-1064-3802-8.
- 가와바타 야스나리 (1982년 5월), 《가와바타 야스나리 전집 제33권 평론 5(川端康成全集第33巻 評論5)》, 신초샤, ISBN 978-4106438332
- 가와바타 야스나리 (2011년 8월), 《손바닥 소설(掌の小説)》, 신초 문고(新潮文庫) 개정판, 신초샤, ISBN 978-4-10-100105-0 초판 1971년 3월, 제1 개정판 1989년 6월.
- 가와바타 야스나리 (1996년 12월), 《어둠의 거리(浅草紅団)/아사쿠사 마쓰리(浅草祭)》, 고단샤 문예 문고(講談社文芸文庫), 고단샤, ISBN 978-4-06-196397-9
- 기누가사 데이노스케 (1977년 12월). 《우리 영화의 청춘 일본 영화사의 한 측면(わが映画の青春 日本映画史の一側面)》. 주코신쇼(中公新書). 주오고론샤. ISBN 978-4-1210-0489-5.
- 고야노 아쓰시(小谷野敦) (2013년 5월). 《가와바타 야스나리전 양면의 사람(川端康成伝 双面の人)》. 주오고론신샤. ISBN 978-4-1200-4484-7.
- 고야노 아쓰시(小谷野敦); 후카자와 하루미(深澤晴美), 편집. (2016년 8월). 《가와바타 야스나리 상세 연보(川端康成詳細年譜)》. 벤세이 출판(勉誠出版). ISBN 978-4-5852-9107-7.
- 사카이 세실(坂井セシル), 고노 겐스케(紅野謙介), 도에다 히로카즈(十重田裕一), 마이클 보다그(Michael K. Bourdaghs), 와다 히로후미(和田博文), 편집. (2016년 12월). 《가와바타 야스나리 스터디즈 21세기에 계속 읽기 위해서(川端康成スタディーズ 21世紀に読み継ぐために)》. 가사마 쇼인(笠間書院). ISBN 978-4-3057-0822-9.
- 사토 다다오(佐藤忠男) (1996년 10월). 《일본 영화의 거장들(日本映画の巨匠たち) I》. 가쿠요 쇼보(学陽書房). ISBN 978-4-3138-7401-5.
- Aaron Gerow (1998). “영화의 다른 가능성 『미친 한 페이지』의 수용과 영상의 코드화(映画の他の可能性 『狂った一頁』の受容と映像のコード化)”. 《언어 문화(言語文化)》 (메이지가쿠인 대학 언어문화연구소) (15): 66–80. NAID 40004458651.
- 스즈키 아키나리(鈴木晰也) (2001년 10월). 《인생 만담 기누가사 데이노스케와 그 시대(人生仕方ばなし 衣笠貞之助とその時代)》. 와이즈 출판(ワイズ出版). ISBN 978-4-8983-0119-7.
- 다카노 에쓰코, 편집. (1975년 10월), 《기누가사 데이노스케 감독 2 대작품 미친 한 페이지/십자로(衣笠貞之助監督2大作品 狂った一頁/十字路)》, 이와나미 홀(岩波ホール)
- 도에다 히로카즈(十重田裕一) (1999년 3월). “'신감각파영화연맹'과 요코미쓰 리이치 1920년대 일본의 예술 교류의 한 측면(「新感覚派映画聯盟」と横光利一 1920年代日本における芸術交流の一側面)”. 《국문학 연구(国文学研究)》 (와세다 대학 국문학회) (127): 33–44. hdl:2065/43676. NAID 120005481638.
- 도에다 히로카즈(十重田裕一) (1999년 5월). 〈가와바타 야스나리와 영화(川端康成と映画)〉. 《가와바타 야스나리의 세계 4 그 배경(川端康成の世界4 その背景)》. 벤세이 출판(勉誠出版). 251–264쪽. ISBN 978-4-5850-2071-4.
- 도에다 히로카즈(十重田裕一) (2011년 6월). 〈『미친 한 페이지』의 군상 서론 신감각파영화연맹에서의 궤적(『狂つた一頁』の群像序説 新感覚派映画聯盟からの軌跡)〉. 《횡단하는 영화와 문학(横断する映画と文学)》. 일본 영화사 총서(日本映画史叢書). 신와샤(森話社). 7–39쪽. ISBN 978-4-8640-5026-5.
- 노즈에 아키라(野末明) (1997년 11월). 《야스나리·오가이 연구와 신자료(康成・鴎外 研究と新資料)》. 신비샤(審美社). ISBN 978-4-7883-4078-7.
- 하토리 데쓰야(羽鳥徹哉); 하라 젠(原善), 편집. (1998년 6월), 《가와바타 야스나리 전작품 연구 사전(川端康成全作品研究事典)》, 벤세이 출판(勉誠出版), ISBN 978-4585060086
- 후쿠시마 료타(福嶋亮大) (2018년 12월). 《울트라맨과 전후 서브컬처의 풍경(ウルトラマンと戦後サブカルチャーの風景)》. PLANETS/제2차 행성개발위원회(第二次惑星開発委員会). ISBN 978-4-9053-2512-3.
- 호쇼 마사오(保昌正夫), 편집. (1984년 3월), 《신초 일본 문학 앨범 16 가와바타 야스나리(新潮日本文学アルバム 16 川端康成)》, 신초샤, ISBN 978-4106206160
- 미나구치 기세코(水口紀勢子) (2004). “엄마의 영화 고찰(영화 드라마와 모성 VI)(母もの映画考察（映画ドラマと母性VI）)” (PDF). 《데이쿄 대학 단기대학 기요(帝京大学短期大学紀要)》 (데이쿄 대학 단기대학(帝京大学短期大学)) (24): 109–134. hdl:10682/641. 2022년 8월 31일에 확인함.
- Daisuke Miyao (2019년 6월). 《그림자의 미학 일본 영화와 조명(影の美学 日本映画と照明)》. 번역 사사가와 게이코(笹川慶子); 미조부치 구미코(溝渕久美子). 나고야 대학 출판회(名古屋大学出版会). ISBN 978-4-8158-0951-5.
- 야마모토 기쿠오(山本喜久男) (1983년 3월). 《일본 영화에 있어서의 외국 영화의 영향 비교 영화사 연구(日本映画における外国映画の影響 比較映画史研究)》. 와세다 대학 출판부(早稲田大学出版部). ISBN 978-4-6578-3008-1.
- 요미우리 신문 문화부(読売新聞文化部), 편집. (1969). 《실록 가와바타 야스나리(実録川端康成)》. 요미우리 신문사.
- 요모타 이누히코(四方田犬彦) (2016년 11월). 《서명은 칼리가리 다이쇼 시대의 영화와 전위주의(署名はカリガリ 大正時代の映画と前衛主義)》. 신초샤. ISBN 978-4-1036-7109-1.
- 와타나베 다케오(渡邉武男) (2014년 10월). 《쓰부라야 에이지와 반쓰마 그리고 우치다 도무 알려지지 않은 스가모 촬영소 시대의 이야기(円谷英二と阪妻そして内田吐夢 知られざる巣鴨撮影所時代の物語)》. 니시다 쇼텐(西田書店). ISBN 978-4-8886-6587-2.
- 《일본 영화 사업 총람 쇼와 2년(1927)판(日本映画事業総覧 昭和二年版)》. 국제영화통신사(国際映画通信社). 1927년 12월.
- 《세계 영화 대사전(世界映画大事典)》. 이와모토 겐지(岩本憲児), 다카무라 구라타로(高村倉太郎) 감수. 일본 도서 센터(日本図書センター). 2008년 7월. ISBN 978-4-2842-0084-4.
- 데니스 킨(Dennis Keene) (1982년 12월), 《모더니스트 요코미쓰 리이치(モダニスト横光利一)》, 번역 이토 사토루(伊藤悟); 이노우에 켄(井上謙), 가와데 쇼보 신샤(河出書房新社), ISBN 978-4309003009